# Liste aller Gemeinden Nordrhein-Westfalens L–R

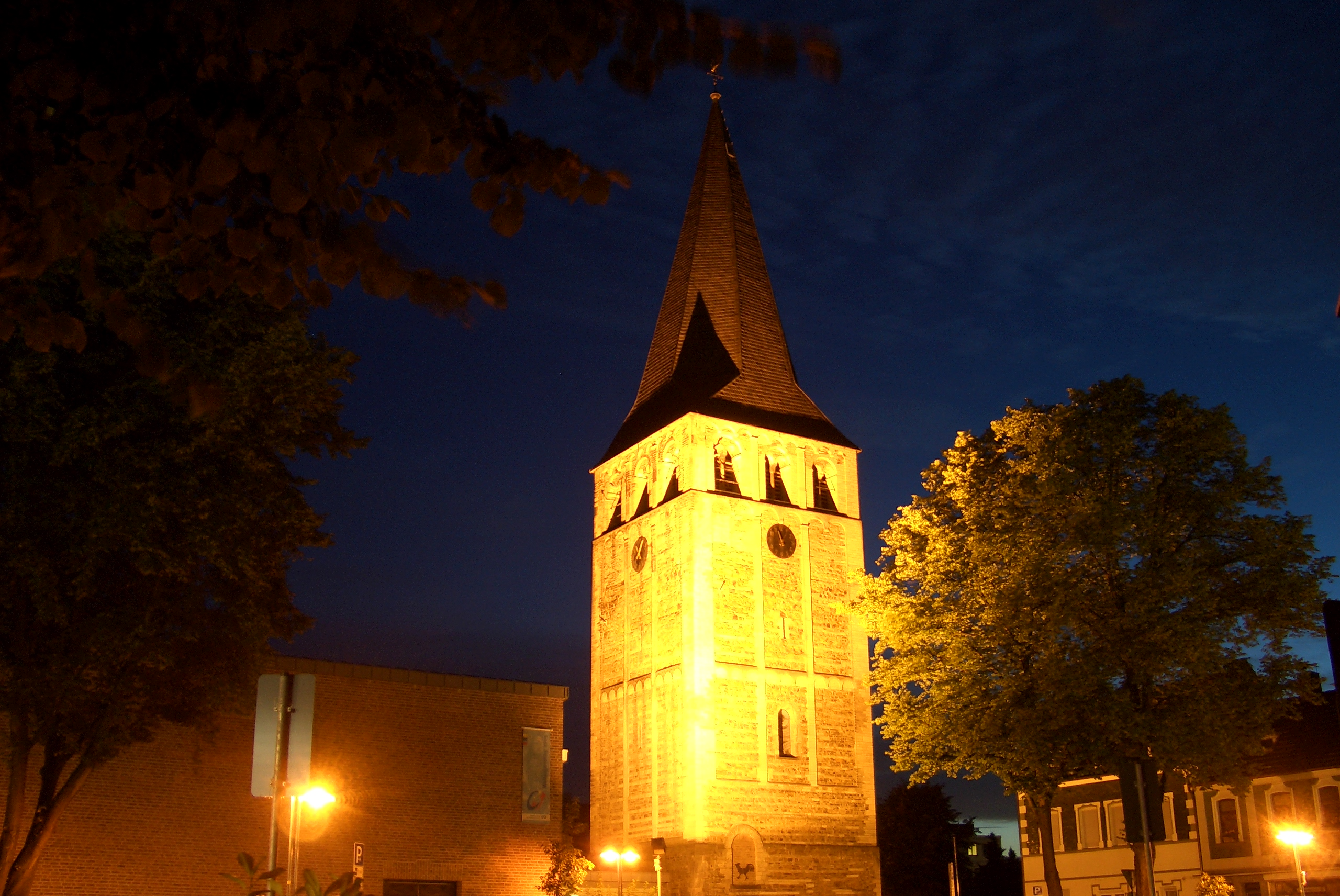
Kirchturm St. Martin im rheinischen Langenberg

Diese Liste enthält alle Gemeinden Nordrhein-Westfalens mit ihren Gebietsveränderungen. Die Gemeinden des lippischen Landesteils werden erst ab ihrer Zugehörigkeit zum Land Nordrhein-Westfalen mit ihren Gebietsänderungen aufgeführt. Die derzeit existierenden selbstständigen Gemeinden werden farblich hervorgehoben. Die Gebiete, die ins Land Nordrhein-Westfalen wechselten, sind grün, diejenigen, die es verließen, rot unterlegt.

## Abkürzungen und Erläuterungen

### Abkürzungen
- A = Auflösung
- ÄB = Änderung der Zugehörigkeit zu einem Regierungsbezirk
Anmerkung: Der Wechsel der Zugehörigkeit vom Regierungsbezirk Minden-Lippe zum Regierungsbezirk Detmold (Namensänderung) wird nicht angegeben!
- AGS = Amtlicher Gemeindeschlüssel
- ÄK = Änderung der Kreiszugehörigkeit
- ÄL = Änderung der Landeszugehörigkeit
- ÄNr = Änderung der Amtlichen Gemeindeschlüsselnummer
- ÄS = Änderung der Staatszugehörigkeit
- B = Beitritt zum Land Nordrhein-Westfalen
- E = Eingliederung
- FB = Forstbezirk
- GA = Gebietsaustausch
- GB = Gutsbezirk
- GG = gemeindefreies Gebiet
- N = Neubildung
- NÄ = Namensänderung
- NÄK = Namensänderung des zugehörigen Kreises (Landkreises)
- TA = Ausgliederung eines Teils (Teilausgliederung)
- TE = Eingliederung eines Teils (Teileingliederung)
- TU = Umgliederung eines Teils (Teilumgliederung)
- U = Umgliederung
- grt = größtenteils
- t = teilweise

### Hochgestellte römische Zahlen
Wenn es mehrere Gemeinden mit demselben Namen gibt, werden diese in der Liste mit Hilfe hochgestellter römischer Zahlen unterschieden.

### Hinweis zum Amtlichen Gemeindeschlüssel
In den Tabellen werden die ersten beiden Ziffern 05 der Landeskennung für Nordrhein-Westfalen nicht angegeben.

## Bezeichnungen der Kreise und Landkreise
- Bei der Gründung des Landes Nordrhein-Westfalen hieß die Bezeichnung generell Kreis
- Seit dem 1. Oktober 1953 war die Bezeichnung Landkreis
- Seit dem 1. Oktober 1969 ist die einheitliche Bezeichnung wieder Kreis.
- Für Kreise/Landkreise wie z. B. den Ennepe-Ruhr-Kreis blieb die Bezeichnung einheitlich Kreis.

## Bezeichnungen der kreisfreien Städte und Stadtkreise
- Bis zum 30. September 1953 handelte es sich um einen Stadtkreis.
- Ab dem 1. Oktober 1953 ist die Bezeichnung kreisfreie Stadt.

## Liste

### L

#### La
| Gemeinde                      | AGS            | Datum         | Kreiszugehörigkeit; Maßnahme |
| ----------------------------- | -------------- | ------------- | --- |
| Laar                          | 7 35 418       | 23.08.1946    | B; Landkreis Herford |
| Laar                          | 7 35 418       | 01.01.1969    | A > Herford |
| Laasphe                       | 8 42 112       | 23.08.1946    | B; Kreis, bis 1969 Landkreis Wittgenstein |
| Laasphe                       | 9 70 028       | 01.01.1975    | E < Banfe, Bermershausen, Bernshausen, Feudingen, Fischelbach, Großenbach, Heiligenborn, Herbertshausen, Hesselbach, HolzhausenVI, Kunst Wittgenstein, Niederlaasphe, OberndorfII, Puderbach, Rückershausen, Rüppershausen, Saßmannshausen, Steinbach, Volkholz und Weide; TE < Amtshausen; ÄK > Kreis Siegen |
| Laasphe                       | 9 70 028       | 01.01.1984    | NÄK > Kreis Siegen-Wittgenstein; NÄ > Bad Laasphe |
| Labbeck                       | 2 37 412       | 23.08.1946    | B; Landkreis Moers |
| Labbeck                       | 2 37 412       | 01.07.1969    | A > Sonsbeck |
| Ladbergen                     | 5 39 112       | 23.08.1946    | B; Kreis, bis 1969 Landkreis Tecklenburg |
| Ladbergen                     | 5 66 032       | 01.01.1975    | TE < Saerbeck; GA < > Greven; ÄK > Kreis Steinfurt |
| Laer                          | 5 38 312       | 23.08.1946    | B; Kreis, bis 1969 Landkreis Steinfurt |
| Laer                          | 5 38 123       | 01.07.1969    | E < HolthausenII |
| Laer                          | 5 66 036       | 01.01.1975    | ÄNr |
| Lage                          | 7 33 159       | 21.01.1947    | ÄL < Lippe; Kreis, bis 1969 Landkreis Detmold |
| Lage                          | II7 33 114II   | 01.01.1970    | E < Billinghausen, Ehrentrup, HagenIV, Hardissen, Hedderhagen, HeidenII, Heßloh, Müssen, Ohrsen, Pottenhausen, Waddenhausen und Wissentrup; TE < HörsteIII und Kachtenhausen |
| Lage                          | II7 37 119II   | 01.01.1973    | ÄK > Kreis Lippe |
| Lage                          | 7 66 040       | 01.01.1975    | ÄNr |
| Lahde                         | 7 39 723       | 23.08.1946    | B; Kreis, bis 1969 Landkreis Minden |
| Lahde                         | 7 39 723       | 01.01.1973    | A > Petershagen |
| Lamersdorf                    | 4 32 612       | 23.08.1946    | B; Kreis, bis 1969 Landkreis Düren |
| Lamersdorf                    | 4 32 612       | 01.01.1972    | A > Inden |
| Lämershagen-Gräfinghagen      | 7 31 416       | 23.08.1946    | B; Kreis, bis 1969 Landkreis Bielefeld |
| Lämershagen-Gräfinghagen      | 7 31 416       | 01.01.1973    | A > Bielefeld |
| Lammersdorf                   | 4 35 611       | 23.08.1946    | B; Kreis, bis 1969 Landkreis Monschau |
| Lammersdorf                   | 4 35 611       | 01.04.1949    | ÄS > Belgien (TU > Eupen) |
| Lammersdorf                   | 4 35 611       | 28.08.1958    | ÄS < Belgien (TU < Eupen) |
| Lammersdorf                   | 4 35 611       | 01.01.1972    | A > Simmerath |
| Langeland                     | 7 36 414       | 23.08.1946    | B; Landkreis, ab dem 01.10.1969 Kreis Höxter |
| Langeland                     | 7 36 414       | 01.01.1970    | A > Bad Driburg |
| LangenbergI                   | 1 32 115       | 23.08.1946    | B; Kreis, bis 1969 Landkreis Düsseldorf-Mettmann |
| LangenbergI                   | 1 32 115       | 01.01.1970    | TE < Niederelfringhausen und Winz |
| LangenbergI                   | 1 32 115       | 01.01.1975    | A > Velbert |
| LangenbergII                  | 7 42 412       | 23.08.1946    | B; Kreis, bis 1969 Landkreis Wiedenbrück |
| LangenbergII                  | II7 42 113II   | 01.01.1970    | E < Benteler; TE < Batenhorst, BokelII und Mastholte; TA > Rietberg |
| LangenbergII                  | III7 33 116III | 01.01.1973    | ÄK > Kreis Gütersloh |
| LangenbergII                  | 7 54 024       | 01.01.1975    | TA > Lippstadt (aus Benteler und Langenberg) |
| Langendorf                    | 3 33 851       | 23.08.1946    | B; Landkreis Euskirchen |
| Langendorf                    | 3 33 851       | 01.07.1969    | A > Zülpich |
| Langeneicke                   | 8 36 518       | 23.08.1946    | B; Kreis, bis 1969 Landkreis Lippstadt |
| Langeneicke                   | 8 36 518       | 01.01.1975    | A > Erwitte, Geseke (grt) und Lippstadt |
| Langenfeld (Rheinland)        | 1 39 115       | 23.08.1946    | B; Rhein-Wupper-Kreis |
| Langenfeld (Rheinland)        | 1 58 020       | 01.01.1975    | TA > Leichlingen (Rheinland) und Leverkusen; ÄK > Kreis Mettmann |
| Langenfeld (Rheinland)        | 1 58 020       | 01.01.2008    | GA < > Monheim am Rhein |
| Langenholdinghausen           | 8 39 519       | 23.08.1946    | B; Landkreis Siegen |
| Langenholdinghausen           | 8 39 519       | 01.07.1966    | A > Hüttental |
| Langenholthausen              | 8 32 221       | 23.08.1946    | B; Kreis, bis 1969 Landkreis Arnsberg |
| Langenholthausen              | 8 32 221       | 01.01.1975    | A > Balve (grt) und Sundern (Sauerland) |
| Langenholzhausen              | 7 37 152       | 21.01.1947    | ÄL < Lippe; Landkreis Lemgo |
| Langenholzhausen              | 7 37 152       | 01.07.1966    | TE < Forstbezirk Langenholzhausen |
| Langenholzhausen              | 7 37 152       | ca. Ende 1967 | E < Forstbezirk Langenholzhausen |
| Langenholzhausen              | 7 37 152       | 01.01.1969    | A > Kalletal |
| Langenholzhausen, Forstbezirk |                |               | → Forstbezirk Langenholzhausen |
| Langenhorst                   | 5 38 411       | 23.08.1946    | B; Landkreis Steinfurt |
| Langenhorst                   | 5 38 411       | 01.07.1969    | A > Ochtrup |
| Langenstraße-Heddinghausen    | 8 36 419       | 23.08.1946    | B; Kreis, bis 1969 Landkreis Lippstadt |
| Langenstraße-Heddinghausen    | 8 36 419       | 01.01.1975    | A > Rüthen |
| Langerwehe                    | 4 32 552       | 23.08.1946    | B; Kreis, bis 1969 Landkreis Düren |
| Langerwehe                    | 4 32 119       | 01.01.1972    | E < Jüngersdorf und Wenau; TE < D’horn (Merode und aus Schlich-D’horn), Frenz, Geich-Obergeich und Luchem; TA > Inden |
| Langerwehe                    | 3 39 117       | 01.08.1972    | ÄB > Regierungsbezirk Köln |
| Langerwehe                    | 3 58 032       | 01.01.1975    | ÄNr |
| Langewiese                    | 8 42 225       | 23.08.1946    | B; Kreis, bis 1969 Landkreis Wittgenstein |
| Langewiese                    | 8 42 225       | 01.01.1975    | A > Bad Berleburg und Winterberg (grt) |
| Langschede                    | 9 41 222       | 23.08.1946    | B; Landkreis Unna |
| Langschede                    | 9 41 222       | 01.08.1964    | E < Ardey und Dellwig |
| Langschede                    | 9 41 222       | 01.01.1968    | A > Fröndenberg |
| Langscheid                    | 8 32 421       | 23.08.1946    | B; Landkreis Arnsberg |
| Langscheid                    | 8 32 421       | ?             | NÄ > Langscheid (Sorpesee) |
| Langscheid (Sorpesee)         | 8 32 421       | ?             | NÄ < Langscheid; Kreis, bis 1969 Landkreis Arnsberg |
| Langscheid (Sorpesee)         | 8 32 421       | 01.01.1975    | A > Sundern (Sauerland) |
| Langst-Kierst                 | 1 35 212       | 23.08.1946    | B; Landkreis, ab dem 01.10.1969 Kreis Kempen-Krefeld |
| Langst-Kierst                 | 1 35 212       | 01.01.1970    | A > Meerbusch |
| Langweiler                    | 4 34 215       | 23.08.1946    | B; Landkreis Jülich |
| Langweiler                    | 4 34 215       | 01.07.1969    | A > Niedermerz |
| Lank-Latum                    | 1 35 213       | 23.08.1946    | B; Landkreis, ab dem 01.10.1969 Kreis Kempen-Krefeld |
| Lank-Latum                    | 1 35 213       | 01.01.1970    | A > Meerbusch |
| Lashorst                      | 7 38 214       | 23.08.1946    | B; Kreis, bis 1969 Landkreis Lübbecke |
| Lashorst                      | 7 38 214       | 01.01.1973    | A > Espelkamp, Preußisch Oldendorf (grt) und Stemwede |
| Laßbruch                      | 7 37 153       | 21.01.1947    | ÄL < Lippe; Landkreis Lemgo |
| Laßbruch                      | 7 37 153       | 01.07.1966    | TE < Forstbezirk Langenholzhausen |
| Laßbruch                      | 7 37 153       | 01.01.1969    | A > Extertal |
| Laurensberg                   | 4 31 127       | 23.08.1946    | B; Kreis, bis 1969 Landkreis Aachen |
| Laurensberg                   | 4 31 127       | 01.01.1972    | A > Aachen |
| Laurenzberg                   | 4 34 312       | 23.08.1946    | B; Kreis, bis 1969 Landkreis Jülich |
| Laurenzberg                   | 4 34 312       | 01.01.1972    | A > EschweilerI |
| Lauthausen                    | I3 37 119I     | 23.08.1946    | B; Siegkreis |
| Lauthausen                    | I3 37 119I     | 01.10.1956    | E < Altenbödingen und Happerschoß |
| Lauthausen                    | I3 37 119I     | 01.08.1969    | A > Hennef (Sieg) (grt) und Siegburg |

#### Le
| Gemeinde                | AGS          | Datum      | Kreiszugehörigkeit; Maßnahme |
| ----------------------- | ------------ | ---------- | --- |
| Lechenich               | 3 33 613     | 23.08.1946 | B; Landkreis Euskirchen |
| Lechenich               | 3 33 613     | 01.07.1969 | A > Erftstadt |
| Ledde                   | 5 39 612     | 23.08.1946 | B; Kreis, bis 1969 Landkreis Tecklenburg |
| Ledde                   | 5 39 612     | 01.01.1975 | A > Ibbenbüren und Tecklenburg (grt) |
| Leeden                  | 5 39 613     | 23.08.1946 | B; Kreis, bis 1969 Landkreis Tecklenburg |
| Leeden                  | 5 39 613     | 01.01.1975 | A > Tecklenburg |
| Leer                    | 5 38 212     | 23.08.1946 | B; Landkreis Steinfurt |
| Leer                    | 5 38 212     | 01.07.1969 | A > Horstmar |
| Leese                   | 7 37 154     | 21.01.1947 | ÄL < Lippe; Landkreis Lemgo |
| Leese                   | 7 37 154     | 01.01.1969 | A > Lemgo |
| Legden                  | 5 31 212     | 23.08.1946 | B; Kreis, bis 1969 Landkreis Ahaus |
| Legden                  | 5 31 118     | 01.07.1969 | E < AsbeckI |
| Legden                  | 5 54 036     | 01.01.1975 | ÄK > Kreis Borken |
| Leiberg                 | 7 32 624     | 23.08.1946 | B; Kreis, bis 1969 Landkreis Büren |
| Leiberg                 | 7 32 624     | 01.01.1975 | A > Wünnenberg |
| Leichlingen (Rheinland) | 1 39 116     | 23.08.1946 | B; Rhein-Wupper-Kreis |
| Leichlingen (Rheinland) | 3 78 016     | 01.01.1975 | TE < Witzhelden; TA > Langenfeld (Rheinland); ÄK > Rheinisch-Bergischer Kreis |
| Leistrup-Meiersfeld     | 7 33 216     | 21.01.1947 | ÄL < Lippe; Landkreis, ab dem 01.10.1969 Kreis Detmold |
| Leistrup-Meiersfeld     | 7 33 216     | 01.01.1970 | A > Detmold (als Stadtteil Diestelbruch) |
| Leitmar                 | 8 33 519     | 23.08.1946 | B; Kreis, bis 1969 Landkreis Brilon |
| Leitmar                 | 8 33 519     | 01.01.1975 | A > Marsberg |
| Lembeck                 | 6 37 414     | 23.08.1946 | B; Kreis, bis 1969 Landkreis Recklinghausen |
| Lembeck                 | 6 37 414     | 01.01.1975 | A > Dorsten (grt) und Reken |
| Lemgo                   | 7 37 112     | 21.01.1947 | ÄL < Lippe; Kreis, bis 1969 Landkreis Lemgo |
| Lemgo                   | 7 37 112     | 01.01.1969 | E < BrakeII in Lippe, Brüntorf, EntrupII, Leese, Lieme, Lüerdissen, Matorf, Voßheide, Wahmbeck und Wiembeck; TE < Bavenhausen, Hillentrup, Retzen, Welstorf, Wendlinghausen und Wüsten; TA > Dörentrup |
| Lemgo                   | 7 37 112     | 01.01.1970 | E < Hörstmar und Trophagen; TE < Bentrup |
| Lemgo                   | 7 37 112     | 01.01.1973 | ÄK > Kreis Lippe |
| Lemgo                   | 7 66 044     | 01.01.1975 | ÄNr |
| Lendersdorf             | II4 32 214II | 01.07.1969 | N < Berzbuir-Kufferath und Lendersdorf-Krauthausen; Kreis, bis zum 30.09.1969 Landkreis Düren |
| Lendersdorf             | II4 32 214II | 01.01.1972 | A > Düren (grt) und Kreuzau |
| Lendersdorf-Krauthausen | I4 32 214I   | 23.08.1946 | B; Landkreis Düren |
| Lendersdorf-Krauthausen | I4 32 214I   | 01.07.1969 | A > Lendersdorf |
| LendringsenI            | 8 35 413     | 23.08.1946 | B; Kreis, bis 1969 Landkreis Iserlohn |
| LendringsenI            | 8 35 413     | 01.04.1954 | TA > AsbeckII |
| LendringsenI            | 8 35 413     | 01.04.1956 | TE < Menden |
| LendringsenI            | 8 35 413     | 01.01.1975 | A > Menden (Sauerland) |
| LendringsenII           | 8 40 519     | 23.08.1946 | B; Landkreis Soest |
| LendringsenII           | 8 40 519     | 01.07.1969 | A > Soest |
| Lengerich               | 5 39 111     | 23.08.1946 | B; Kreis, bis 1969 Landkreis Tecklenburg |
| Lengerich               | 5 66 040     | 01.01.1975 | GA < > Lienen; TA > Tecklenburg; ÄK > Kreis Steinfurt |
| Lengsdorf               | 3 32 317     | 23.08.1946 | B; Landkreis Bonn |
| Lengsdorf               | 3 32 317     | 01.08.1969 | A > Bonn |
| Lenne                   | 8 38 514     | 23.08.1946 | B; Kreis, bis 1969 Landkreis Olpe |
| Lenne                   | 8 38 118     | 01.07.1969 | ÄNr |
| Lenne                   | 8 38 118     | 01.01.1975 | A > Lennestadt und Schmallenberg (grt) |
| Lennestadt              | 8 38 115     | 01.07.1969 | N < Elspe, Grevenbrück (t), Helden (t), Kirchhundem (t), Kirchveischede (t), Oedingen (t) und Saalhausen; Kreis, bis zum 30.09.1969 Landkreis Olpe                                                     |
| Lennestadt              | 9 66 020     | 01.01.1975 | TE < Lenne; TA > Eslohe (Sauerland) (aus Oedingen) |
| Lenzinghausen           | 7 35 813     | 23.08.1946 | B; Landkreis Herford |
| Lenzinghausen           | 7 35 813     | 01.01.1969 | A > Spenge |
| Leopoldshöhe            | 7 37 155     | 21.01.1947 | ÄL < Lippe; Kreis, bis 1969 Landkreis Lemgo |
| Leopoldshöhe            | 7 37 155     | 01.01.1969 | E < Asemissen, Bechterdissen, Bexterhagen, Greste, Krentrup, NienhagenII und Schuckenbaum; TE < Helpup, Lockhausen und Wülfer-Bexten                                                                   |
| Leopoldshöhe            | 7 37 155     | 01.01.1973 | ÄK > Kreis Lippe |
| Leopoldshöhe            | 7 66 048     | 01.01.1975 | ÄNr |
| Leopoldshöhe            | 7 66 048     | 01.01.1977 | TA > Bielefeld |
| Leopoldstal             | 7 33 161     | 21.01.1947 | ÄL < Lippe; Landkreis, ab dem 01.10.1969 Kreis Detmold |
| Leopoldstal             | 7 33 161     | 01.01.1970 | A > Bad Meinberg-Horn |
| Lerbeck                 | 7 39 417     | 23.08.1946 | B; Kreis, bis 1969 Landkreis Minden |
| Lerbeck                 | 7 39 417     | 01.01.1973 | A > Porta Westfalica |
| Lerche                  | 9 41 316     | 23.08.1946 | B; Landkreis Unna |
| Lerche                  | 9 41 316     | 01.01.1968 | A > Pelkum |
| Lessenich               | 3 32 318     | 23.08.1946 | B; Landkreis Bonn |
| Lessenich               | 3 32 318     | 01.08.1969 | A > Bonn |
| Lessenich-Rißdorf       | 3 33 817     | 23.08.1946 | B; Landkreis Euskirchen |
| Lessenich-Rißdorf       | 3 33 817     | 01.07.1969 | A > Veytal |
| Leteln                  | 7 39 724     | 23.08.1946 | B; Kreis, bis 1969 Landkreis Minden |
| Leteln                  | 7 39 724     | 01.01.1973 | A > Minden |
| Letmathe                | 8 35 112     | 23.08.1946 | B; Kreis, bis 1969 Landkreis Iserlohn |
| Letmathe                | 8 35 112     | 01.10.1956 | E < Lössel; TE < Oestrich |
| Letmathe                | 8 35 112     | 01.04.1971 | GA < > Iserlohn |
| Letmathe                | 8 35 112     | 01.01.1975 | A > Iserlohn |
| LetteI                  | 5 34 712     | 23.08.1946 | B; Kreis, bis 1969 Landkreis Coesfeld |
| LetteI                  | 5 34 712     | 01.01.1975 | A > Coesfeld |
| LetteII                 | 7 42 313     | 23.08.1946 | B; Landkreis, ab dem 01.10.1969 Kreis Wiedenbrück |
| LetteII                 | 7 42 313     | 01.01.1970 | A > Oelde |
| Leuth                   | 1 35 127     | 23.08.1946 | B; Landkreis, ab dem 01.10.1969 Kreis Kempen-Krefeld |
| Leuth                   | 1 35 127     | 01.01.1970 | A > Nettetal |
| Leverkusen              |              | 23.08.1946 | B; Rhein-Wupper-Kreis |
| Leverkusen              | 1 15 000     | 01.04.1955 | ÄK > kreisfreie Stadt Leverkusen |
| Leverkusen              | 3 16 000     | 01.01.1975 | E < Bergisch Neukirchen und Opladen; TE < Burscheid, Köln, Langenfeld (Rheinland) und Monheim; ÄB > Regierungsbezirk Köln                                                                              |
| Levern                  | 7 38 612     | 23.08.1946 | B; Kreis, bis 1969 Landkreis Lübbecke |
| Levern                  | 7 38 612     | 01.01.1973 | A > Stemwede |

#### Li
| Gemeinde           | AGS          | Datum      | Kreiszugehörigkeit; Maßnahme |
| ------------------ | ------------ | ---------- | --- |
| Liblar             | 3 33 713     | 23.08.1946 | B; Landkreis Euskirchen |
| Liblar             | 3 33 713     | 01.07.1969 | A > Erftstadt |
| Lichtenau          | 7 32 419     | 23.08.1946 | B; Kreis, bis 1969 Landkreis Büren |
| Lichtenau          | 7 74 028     | 01.01.1975 | E < Asseln, Atteln, Blankenrode, EbbinghausenI, Grundsteinheim, Hakenberg, Henglarn, Herbram, Holtheim, Husen, Iggenhausen und Kleinenberg; TE < DalheimII und Elisenhof; ÄK > Kreis Paderborn |
| Lichtendorf        | 9 35 514     | 23.08.1946 | B; Kreis, bis 1969 Landkreis Iserlohn |
| Lichtendorf        | 9 35 514     | 01.01.1975 | A > Dortmund (grt) und Schwerte |
| Lieberhausen       | I3 35 117I   | 23.08.1946 | B; Oberbergischer Kreis |
| Lieberhausen       | I3 35 117I   | 01.01.1959 | TA > Drolshagen, Land |
| Lieberhausen       | I3 35 117I   | 01.07.1969 | A > Bergneustadt, Gummersbach (grt) und Reichshof |
| Liedberg           | 1 34 512     | 23.08.1946 | B; Kreis, bis 1969 Landkreis Grevenbroich |
| Liedberg           | 1 34 512     | 01.01.1975 | A > Korschenbroich |
| Liedern            | 5 33 416     | 23.08.1946 | B; Kreis, bis 1969 Landkreis Borken |
| Liedern            | 5 33 416     | 01.01.1975 | A > Bocholt |
| Lieme              | 7 37 156     | 21.01.1947 | ÄL < Lippe; Landkreis Lemgo |
| Lieme              | 7 37 156     | 01.01.1969 | A > Lemgo |
| Liemke             | a7 42 612a   | 23.08.1946 | B; Landkreis Wiedenbrück |
| Liemke             | a7 42 612a   | 28.10.1964 | NÄ > Schloß Holte |
| Lienen             | 5 39 113     | 23.08.1946 | B; Kreis, bis 1969 Landkreis Tecklenburg |
| Lienen             | 5 66 044     | 01.01.1975 | GA < > Lengerich; ÄK > Kreis Steinfurt |
| Liesborn           | 5 32 414     | 23.08.1946 | B; Kreis, bis 1969 Landkreis Beckum |
| Liesborn           | 5 32 414     | 01.01.1975 | A > Lippstadt und Wadersloh (grt) |
| Liesen             | 8 33 314     | 23.08.1946 | B; Kreis, bis 1969 Landkreis Brilon |
| Liesen             | 8 33 314     | 01.01.1975 | A > Hallenberg |
| Ließem             | 3 32 714     | 23.08.1946 | B; Landkreis Bonn |
| Ließem             | 3 32 714     | 01.08.1969 | A > Wachtberg |
| Limbergen          | 5 34 713     | 23.08.1946 | B; Kreis, bis 1969 Landkreis Coesfeld |
| Limbergen          | 5 34 713     | 01.07.1969 | TA > Buldern |
| Limbergen          | 5 34 713     | 01.01.1975 | A > Dülmen und Nottuln (grt) |
| Lindenberg         | 8 39 521     | 23.08.1946 | B; Landkreis Siegen |
| Lindenberg         | 8 39 521     | 01.10.1962 | GA < > Alchen |
| Lindenberg         | 8 39 521     | 01.01.1969 | A > Freudenberg |
| Linderhausen       | 9 34 414     | 23.08.1946 | B; Ennepe-Ruhr-Kreis |
| Linderhausen       | 9 34 414     | 01.01.1970 | A > Gevelsberg, Schwelm (grt), Sprockhövel und Wuppertal |
| Lindern            | 4 37 312     | 23.08.1946 | B; Landkreis Geilenkirchen-Heinsberg |
| Lindern            | 4 37 312     | 1951       | NÄK > Selfkantkreis Geilenkirchen-Heinsberg |
| Lindern            | 4 37 312     | 01.01.1972 | A > Geilenkirchen |
| Lindlar            | 3 36 116     | 23.08.1946 | B; Rheinisch-Bergischer Kreis |
| Lindlar            | 3 74 020     | 01.01.1975 | TE < Engelskirchen, Gimborn, Hohkeppel, OlpeII und Overath; TA > Kürten und Marienheide; ÄK > Oberbergischer Kreis |
| Lindweiler         | 4 36 958     | 23.08.1946 | B; Landkreis Schleiden |
| Lindweiler         | 4 36 958     | 01.07.1969 | A > Blankenheim |
| Linnepe            | 8 32 317     | 23.08.1946 | B; Kreis, bis 1969 Landkreis Arnsberg |
| Linnepe            | 8 32 317     | 01.01.1975 | A > Sundern (Sauerland) |
| Linnich            | 4 34 618     | 23.08.1946 | B; Kreis, bis 1969 Landkreis Jülich |
| Linnich            | 4 34 112     | 01.07.1969 | E < Boslar, Ederen, Gereonsweiler, Gevenich, Glimbach, Hottorf, Körrenzig, Rurdorf, Tetz und Welz |
| Linnich            | 4 32 121     | 01.01.1972 | E < Floßdorf; ÄK > Kreis Düren |
| Linnich            | 3 39 118     | 01.08.1972 | ÄB > Regierungsbezirk Köln |
| Linnich            | 3 58 036     | 01.01.1975 | ÄNr |
| Lintel             | 7 42 413     | 23.08.1946 | B; Landkreis Wiedenbrück |
| Lintel             | 7 42 413     | 12.06.1950 | TA > Wiedenbrück |
| Lintel             | 7 42 413     | 01.04.1952 | TA > Wiedenbrück |
| Lintel             | 7 42 413     | 01.01.1970 | A > Rheda-Wiedenbrück |
| Lintorf            | 1 32 215     | 23.08.1946 | B; Kreis, bis 1969 Landkreis Düsseldorf-Mettmann |
| Lintorf            | 1 32 215     | 01.01.1975 | A > Ratingen |
| Linzenich-Lövenich | 3 33 818     | 23.08.1946 | B; Landkreis Euskirchen |
| Linzenich-Lövenich | 3 33 818     | 01.07.1969 | A > Zülpich |
| Lipp               | 3 31 212     | 23.08.1946 | B; Kreis, bis 1969 Landkreis Bergheim (Erft) |
| Lipp               | 3 31 212     | 01.01.1975 | A > Bedburg |
| Lippborg           | 5 32 312     | 23.08.1946 | B; Landkreis Beckum |
| Lippborg           | 5 32 312     | 01.07.1969 | A > Lippetal |
| Lippe              | 8 39 215     | 23.08.1946 | B; Landkreis Siegen |
| Lippe              | 8 39 215     | 01.01.1969 | A > Burbach |
| Lipperode          | 8 36 114     | 21.01.1947 | ÄL < Lippe; Landkreis Detmold |
| Lipperode          | 8 36 114     | 01.10.1949 | ÄK > Kreis, bis 1969 Landkreis Lippstadt |
| Lipperode          | 8 36 114     | 01.01.1975 | A > Lippstadt |
| Lipperreihe        | 7 37 157     | 21.01.1947 | ÄL < Lippe; Landkreis Lemgo |
| Lipperreihe        | 7 37 157     | 01.01.1969 | A > Oerlinghausen |
| Lippetal           | II8 40 112II | 01.07.1969 | N < Brockhausen (t), Heintrop-Büninghausen, Herzfeld, Hovestadt, Hultrop, Krewinkel-Wiltrop, Lippborg, Niederbauer, Nordwald, Oestinghausen und Schoneberg (t); Kreis, bis zum 30.09.1969 Landkreis Soest |
| Lippetal           | 9 74 024     | 01.01.1975 | TE < Eickelborn; TA > Lippstadt (aus Schoneberg) |
| Lippinghausen      | 7 35 419     | 23.08.1946 | B; Landkreis Herford |
| Lippinghausen      | 7 35 419     | 01.01.1969 | A > Hiddenhausen |
| Lippramsdorf       | 6 37 313     | 23.08.1946 | B; Kreis, bis 1969 Landkreis Recklinghausen |
| Lippramsdorf       | 6 37 313     | 01.01.1975 | A > Dorsten, Haltern (grt) und Marl |
| Lippstadt          | 8 36 112     | 23.08.1946 | B; Kreis, bis 1969 Landkreis Lippstadt |
| Lippstadt          | 8 36 112     | 01.09.1949 | TE < HerringhausenII |
| Lippstadt          | 8 36 112     | 01.04.1955 | TA > Cappel bei LippstadtII |
| Lippstadt          | 9 74 028     | 01.01.1975 | E < Benninghausen, Cappel bei LippstadtII, Dedinghausen, Esbeck, Garfeln, Hellinghausen, HerringhausenII, HörsteI, Lipperode, LoheII, Overhagen, Rebbeke und Rixbeck; TE < Bad Sassendorf (aus Ostinghausen), Bad Westernkotten, Bökenförde, Effeln, Eickelborn, Ermsinghausen, LangenbergII (aus Benteler und Langenberg), Langeneicke, Liesborn, Lippetal (aus Schoneberg) und Rietberg (aus Mastholte); TA > Erwitte; ÄK > Kreis Soest |
| Littfeld           | 8 39 422     | 23.08.1946 | B; Landkreis Siegen |
| Littfeld           | 8 39 422     | 01.01.1969 | A > Kreuztal |

#### Lo
| Gemeinde    | AGS          | Datum                    | Kreiszugehörigkeit; Maßnahme                                                   |
| ----------- | ------------ | ------------------------ | ------------------------------------------------------------------------------ |
| Lobberich   | I1 35 114I   | 23.08.1946               | B; Landkreis, ab dem 01.10.1969 Kreis Kempen-Krefeld                           |
| Lobberich   | I1 35 114I   | 01.01.1970               | A > Grefrath, Nettetal (grt) und Viersen                                       |
| Lockhausen  | 7 37 158     | 21.01.1947               | ÄL < Lippe; Landkreis Lemgo                                                    |
| Lockhausen  | 7 37 158     | 01.01.1969               | A > Bad Salzuflen und Leopoldshöhe                                             |
| LoheI       | 7 39 613     | 23.08.1946               | B; Kreis, bis 1969 Landkreis Minden                                            |
| LoheI       | 7 39 613     | 01.01.1973               | A > Bad Oeynhausen                                                             |
| LoheII      | 8 40 617     | 23.08.1946               | B; Kreis, bis 1969 Landkreis Soest                                             |
| LoheII      | 8 40 617     | 01.01.1975               | A > Lippstadt                                                                  |
| Lohfeld     | 7 39 418     | 23.08.1946               | B; Kreis, bis 1969 Landkreis Minden                                            |
| Lohfeld     | 7 39 418     | 01.01.1973               | A > Porta Westfalica                                                           |
| Lohmar      | 3 37 315     | 23.08.1946               | B; Siegkreis                                                                   |
| Lohmar      | II3 37 118II | 01.08.1969               | E < Breidt, Halberg, Inger, Scheiderhöhe und Wahlscheid; ÄK > Rhein-Sieg-Kreis |
| Lohmar      | 3 82 028     | 01.01.1975               | ÄNr                                                                            |
| Lohn        | 4 34 313     | 23.08.1946               | B; Kreis, Landkreis Jülich                                                     |
| Lohn        | 4 34 313     | 01.01.1972               | A > EschweilerI                                                                |
| Lohne       | 8 40 521     | 23.08.1946               | B; Landkreis Soest                                                             |
| Lohne       | 8 40 521     | 01.07.1969               | A > Bad Sassendorf                                                             |
| Löhne       | 7 35 612     | 23.08.1946               | B; Kreis, bis 1969 Landkreis Herford                                           |
| Löhne       | 7 35 116     | 01.01.1969               | E < Gohfeld, Mennighüffen, Obernbeck und Ulenburg                              |
| Löhne       | 7 35 116     | 01.01.1973               | TA > Bad Oeynhausen (aus Gohfeld)                                              |
| Löhne       | 7 58 024     | 01.01.1975               | ÄNr                                                                            |
| Löhne       | 7 58 024     | 01.01.1978               | TE < Bad Oeynhausen                                                            |
| Löhnen      |              | 23.08.1946               | B; Landkreis Dinslaken                                                         |
| Löhnen      | 01.04.1950   | A > Voerde (Niederrhein) |                                                                                |
| Loikum      | 1 38 315     | 23.08.1946               | B; Kreis, bis 1969 Landkreis Rees                                              |
| Loikum      | 1 38 315     | 01.01.1975               | A > Hamminkeln                                                                 |
| Lommersdorf | 4 36 218     | 23.08.1946               | B; Landkreis Schleiden                                                         |
| Lommersdorf | 4 36 218     | 01.07.1969               | A > Blankenheim                                                                |
| Lommersum   | 3 33 911     | 23.08.1946               | B; Landkreis Euskirchen                                                        |
| Lommersum   | 3 33 911     | 01.07.1969               | A > Weilerswist                                                                |
| Lorbach     | 4 36 814     | 23.08.1946               | B; Landkreis Schleiden                                                         |
| Lorbach     | 4 36 814     | 01.07.1969               | A > Mechernich                                                                 |
| Losheim     | 4 36 513     | 23.08.1946               | B; Landkreis Schleiden                                                         |
| Losheim     | 4 36 513     | 01.04.1949               | ÄS > Belgien (U > Manderfeld)                                                  |
| Losheim     | 4 36 513     | 28.08.1958               | ÄS < Belgien (TU < Manderfeld)                                                 |
| Losheim     | 4 36 513     | 01.07.1969               | A > Hellenthal                                                                 |
| Loßbruch    | 7 37 159     | 21.01.1947               | ÄL < Lippe; Landkreis, ab dem 01.10.1969 Kreis Lemgo                           |
| Loßbruch    | 7 37 159     | 01.01.1970               | A > Detmold                                                                    |
| Lössel      |              | 23.08.1946               | B; Landkreis Iserlohn                                                          |
| Lössel      | 01.10.1956   | A > Letmathe             |                                                                                |
| Lothe       | 7 33 162     | 21.01.1947               | ÄL < Lippe; Landkreis, ab dem 01.10.1969 Kreis Detmold                         |
| Lothe       | 7 33 162     | 01.01.1970               | A > Schieder-Schwalenberg                                                      |
| Lotte       | 5 39 411     | 23.08.1946               | B; Kreis, bis 1969 Landkreis Tecklenburg                                       |
| Lotte       | 5 66 048     | 01.01.1975               | E < Wersen; TE < Westerkappeln; ÄK > Kreis Steinfurt                           |
| Louisendorf | 1 36 712     | 23.08.1946               | B; Landkreis Kleve                                                             |
| Louisendorf | 1 36 712     | 01.07.1969               | A > Bedburg-Hau                                                                |
| LövenichI   | 4 33 214     | 23.08.1946               | B; Kreis, bis 1969 Landkreis Erkelenz                                          |
| LövenichI   | 4 33 214     | 01.01.1972               | A > Erkelenz (grt) und Titz                                                    |
| LövenichII  | 3 34 115     | 23.08.1946               | B; Kreis, bis 1969 Landkreis Köln                                              |
| LövenichII  | 3 34 115     | 01.01.1975               | A > Frechen und Köln (grt)                                                     |
| Löwen       | 7 41 417     | 23.08.1946               | B; Kreis, bis 1969 Landkreis Warburg                                           |
| Löwen       | 7 41 417     | 01.01.1975               | A > Willebadessen                                                              |
| Löwendorf   | 7 36 921     | 23.08.1946               | B; Landkreis Höxter                                                            |
| Löwendorf   | 7 36 921     | 01.01.1970               | A > Marienmünster                                                              |
| Lowick      | 5 33 417     | 23.08.1946               | B; Kreis, bis 1969 Landkreis Borken                                            |
| Lowick      | 5 33 417     | 01.01.1975               | A > Bocholt                                                                    |
| Loxten      | 7 34 413     | 23.08.1946               | B; Kreis, bis 1969 Landkreis Halle (Westfalen)                                 |
| Loxten      | 7 34 413     | 01.01.1973               | A > Versmold                                                                   |

#### Lu
| Gemeinde          | AGS          | Datum      | Kreiszugehörigkeit; Maßnahme |
| ----------------- | ------------ | ---------- | --- |
| Lübbecke          | 7 38 111     | 23.08.1946 | B; Kreis, bis 1969 Landkreis Lübbecke |
| Lübbecke          | 7 39 116     | 01.01.1973 | E < Eilhausen und Gehlenbeck; TE < Ahlsen-Reineberg, Alswede, Blasheim, Frotheim, Hedem, HolzhausenIV, Isenstedt, Nettelstedt und Oberbauerschaft; TA > Espelkamp und Hüllhorst; ÄK > Kreis Minden-Lübbecke |
| Lübbecke          | 7 70 020     | 01.01.1975 | ÄNr |
| Lübbecke          | 7 70 020     | 01.04.1975 | TE < Hille |
| Luchem            | 4 32 613     | 23.08.1946 | B; Kreis, bis 1969 Landkreis Düren |
| Luchem            | 4 32 613     | 01.01.1972 | A > Inden und Langerwehe (grt) |
| Lucherberg        | 4 32 614     | 23.08.1946 | B; Kreis, bis 1969 Landkreis Düren |
| Lucherberg        | 4 32 614     | 01.01.1972 | A > Inden |
| Lüchtringen       | 7 36 517     | 23.08.1946 | B; Landkreis Höxter |
| Lüchtringen       | 7 36 517     | 01.01.1970 | A > Höxter |
| Ludendorf         | 3 32 414     | 23.08.1946 | B; Landkreis Bonn |
| Ludendorf         | 3 32 414     | 01.08.1969 | A > Swisttal |
| Lüdenhausen       | 7 37 161     | 21.01.1947 | ÄL < Lippe; Landkreis Lemgo |
| Lüdenhausen       | 7 37 161     | 01.01.1969 | A > Dörentrup, Extertal und Kalletal (grt) |
| Lüdenscheid       | 8 18 000     | 23.08.1946 | B; kreisfreie Stadt, bis 1953 Stadtkreis Lüdenscheid |
| Lüdenscheid       | 8 31 118     | 01.01.1969 | TE < Herscheid, Hülscheid und Lüdenscheid-Land; ÄK > Kreis, bis zum 30.09.1969 Landkreis Lüdenscheid |
| Lüdenscheid       | 9 62 032     | 01.01.1975 | ÄK > Märkischer Kreis |
| Lüdenscheid-Land  | 8 31 412     | 23.08.1946 | B; Landkreis Altena |
| Lüdenscheid-Land  | 8 31 412     | 01.01.1969 | A > Altena, Halver, Herscheid, Kierspe, Lüdenscheid (grt), Meinerzhagen und Werdohl |
| Lüdinghausen      | 5 35 512     | 23.08.1946 | B; Kreis, bis 1969 Landkreis Lüdinghausen |
| Lüdinghausen      | 5 35 512     | 01.01.1966 | TE < Lüdinghausen-Land |
| Lüdinghausen      | 5 35 512     | 01.07.1969 | E < Lüdinghausen-Land |
| Lüdinghausen      | 5 58 024     | 01.01.1975 | E < Seppenrade; ÄK > Kreis Coesfeld |
| Lüdinghausen-Land | 5 35 511     | 23.08.1946 | B; Landkreis Lüdinghausen |
| Lüdinghausen-Land | 5 35 511     | 01.01.1966 | TA > Stadt Lüdinghausen |
| Lüdinghausen-Land | 5 35 511     | 01.07.1969 | A > Lüdinghausen |
| Lüerdissen        | 7 37 162     | 21.01.1947 | ÄL < Lippe; Landkreis Lemgo |
| Lüerdissen        | 7 37 162     | 01.01.1969 | A > Lemgo |
| Lüftelberg        | 3 32 516     | 23.08.1946 | B; Landkreis Bonn |
| Lüftelberg        | 3 32 516     | 01.08.1969 | A > Meckenheim |
| Lügde             | 7 36 612     | 23.08.1946 | B; Landkreis, ab dem 01.10.1969 Kreis Höxter |
| Lügde             | II7 33 115II | 01.01.1970 | E < Elbrinxen, Falkenhagen, Harzberg, Hummersen, Köterberg, Niese, Rischenau, Sabbenhausen und Wörderfeld; ÄK > Kreis Detmold                                                                               |
| Lügde             | II7 33 115II | 01.10.1971 | ÄL < Niedersachsen (TU < Baarsen, Landkreis Hameln-Pyrmont, Regierungsbezirk Hannover) |
| Lügde             | II7 37 121II | 01.01.1973 | ÄK > Kreis Lippe |
| Lügde             | 7 66 052     | 01.01.1975 | ÄNr |
| Lülsdorf          | 3 37 611     | 23.08.1946 | B; Siegkreis |
| Lülsdorf          | 3 37 611     | 01.08.1969 | A > Niederkassel |
| Lünen             | 9 19 000     | 23.08.1946 | B; kreisfreie Stadt, bis 1953 Stadtkreis Lünen |
| Lünen             | 9 19 000     | 01.07.1950 | GA < > Dortmund |
| Lünen             | 9 19 000     | 01.01.1968 | E < Niederaden |
| Lünen             | 9 78 024     | 01.01.1975 | E < Altlünen; ÄK > Kreis Unna |
| Lünern            | 9 41 516     | 23.08.1946 | B; Landkreis Unna |
| Lünern            | 9 41 516     | 01.01.1968 | A > Unna |
| Lütgeneder        | 7 41 218     | 23.08.1946 | B; Kreis, bis 1969 Landkreis Warburg |
| Lütgeneder        | 7 41 218     | 01.01.1975 | A > Borgentreich |
| Lütmarsen         | 7 36 518     | 23.08.1946 | B; Landkreis Höxter |
| Lütmarsen         | 7 36 518     | 01.01.1970 | A > Höxter |
| Lüttringen        | 8 40 318     | 23.08.1946 | B; Landkreis Soest |
| Lüttringen        | 8 40 318     | 01.07.1969 | A > Ense |
| Lützel            | 8 39 616     | 23.08.1946 | B; Landkreis Siegen |
| Lützel            | 8 39 616     | 01.01.1969 | A > Hilchenbach |
| Lützeln           | 8 39 216     | 23.08.1946 | B; Landkreis Siegen |
| Lützeln           | 8 39 216     | 01.01.1969 | A > Burbach |
| Lüxheim           | 4 32 961     | 23.08.1946 | B; Landkreis Düren |
| Lüxheim           | 4 32 961     | 01.07.1969 | A > Müddersheim |

### M

#### Ma
| Gemeinde          | AGS          | Datum      | Kreiszugehörigkeit; Maßnahme |
| ----------------- | ------------ | ---------- | --- |
| Maaslingen        | 7 39 517     | 23.08.1946 | B; Kreis, bis 1969 Landkreis Minden |
| Maaslingen        | 7 39 517     | 01.01.1973 | A > Petershagen |
| Mackenbruch       |              | 21.01.1947 | ÄL < Lippe; Landkreis Lemgo |
| Mackenbruch       | 01.04.1957   | A > Helpup | |
| Madfeld           | 8 33 714     | 23.08.1946 | B; Kreis, bis 1969 Landkreis Brilon |
| Madfeld           | 8 33 714     | 01.09.1960 | TE < Bredelar |
| Madfeld           | 8 33 714     | 01.01.1975 | A > Brilon |
| Mahlberg          | 3 33 755     | 23.08.1946 | B; Landkreis Euskirchen |
| Mahlberg          | 3 33 755     | 01.07.1969 | A > Bad Münstereifel |
| Manheim           | 3 31 412     | 23.08.1946 | B; Kreis, bis 1969 Landkreis Bergheim (Erft) |
| Manheim           | 3 31 412     | 01.01.1975 | A > Kerpen |
| Manrode           | 7 41 219     | 23.08.1946 | B; Kreis, bis 1969 Landkreis Warburg |
| Manrode           | 7 41 219     | 01.01.1975 | A > Borgentreich |
| Mantinghausen     | 7 32 516     | 23.08.1946 | B; Kreis, bis 1969 Landkreis Büren |
| Mantinghausen     | 7 32 516     | 01.01.1975 | A > Salzkotten |
| Marbeck           | 5 33 515     | 23.08.1946 | B; Landkreis Borken |
| Marbeck           | 5 33 515     | 01.07.1969 | A > Borken |
| Mariaweiler-Hoven | 4 32 652     | 23.08.1946 | B; Kreis, bis 1969 Landkreis Düren |
| Mariaweiler-Hoven | 4 32 652     | 01.01.1972 | A > Düren |
| Marienbaum        | 2 37 123     | 23.08.1946 | B; Landkreis Moers |
| Marienbaum        | 2 37 123     | 01.07.1969 | A > Xanten |
| Marienberghausen  | I3 35 118I   | 23.08.1946 | B; Oberbergischer Kreis |
| Marienberghausen  | I3 35 118I   | 01.07.1969 | A > Homburg |
| Marienfeld        | 5 40 413     | 23.08.1946 | B; Kreis, bis 1969 Landkreis Warendorf |
| Marienfeld        | 5 40 413     | 01.01.1973 | A > Harsewinkel |
| Marienheide       | I3 35 119I   | 23.08.1946 | B; Oberbergischer Kreis |
| Marienheide       | II3 35 115II | 01.07.1969 | TA > Gummersbach |
| Marienheide       | 3 74 024     | 01.01.1975 | TE < Gimborn, Kierspe (aus Kierspe und Rönsahl), Klüppelberg und Lindlar |
| Marienloh         | 7 40 214     | 23.08.1946 | B; Landkreis Paderborn |
| Marienloh         | 7 40 214     | 01.01.1969 | A > Paderborn |
| Marienmünster     | 7 36 115     | 01.01.1970 | N < Altenbergen, Born, Bredenborn, Bremerberg, Eilversen, Großenbreden, Hohehaus, Kleinenbreden, Kollerbeck, Löwendorf, Münsterbrock, Papenhöfen und Vörden; Kreis Höxter                                                                                        |
| Marienmünster     | 7 62 024     | 01.01.1975 | ÄNr |
| Marl              | 6 37 513     | 23.08.1946 | B; Kreis, bis 1969 Landkreis Recklinghausen |
| Marl              | 5 62 024     | 01.01.1975 | TE < HammII, Lippramsdorf und Polsum |
| Marmagen          | 4 36 915     | 23.08.1946 | B; Kreis, bis 1969 Landkreis Schleiden |
| Marmagen          | 4 36 915     | 01.07.1969 | A > Nettersheim |
| Marsberg          | 9 58 024     | 01.01.1975 | N < Beringhausen, Borntosten, Bredelar, Canstein, DalheimII (t), Erlinghausen, Essentho, Fürstenberg (t), Giershagen, Heddinghausen, Helminghausen, Leitmar, Meerhof (t), Niedermarsberg, Obermarsberg, Oesdorf, Padberg, Udorf und Westheim; Hochsauerlandkreis |
| Marsberg          | 9 58 024     | 01.11.2009 | ÄL > Hessen (TU > Bad Arolsen, Landkreis Waldeck-Frankenberg, Regierungsbezirk Kassel) |
| Marsberg          | 9 58 024     | 01.11.2009 | ÄL < Hessen (TU < Bad Arolsen, Landkreis Waldeck-Frankenberg, Regierungsbezirk Kassel) |
| Maspe             | 7 33 163     | 21.01.1947 | ÄL < Lippe; Landkreis, ab dem 01.10.1969 Kreis Detmold |
| Maspe             | 7 33 163     | 01.01.1970 | A > Blomberg |
| Massen            | 9 41 517     | 23.08.1946 | B; Landkreis Unna |
| Massen            | 9 41 517     | 01.01.1968 | A > Unna |
| Mastholte         | 7 42 513     | 23.08.1946 | B; Landkreis Wiedenbrück |
| Mastholte         | 7 42 513     | 01.01.1970 | A > LangenbergII und Rietberg (grt) |
| Materborn         | I1 36 113I   | 23.08.1946 | B; Landkreis Kleve |
| Materborn         | I1 36 113I   | 01.07.1969 | A > Kleve |
| Matorf            | 7 37 163     | 21.01.1947 | ÄL < Lippe; Landkreis Lemgo |
| Matorf            | 7 37 163     | 01.07.1966 | TE < Forstbezirk Langenholzhausen |
| Matorf            | 7 37 163     | 01.01.1969 | A > Lemgo |
| Mausbach          | 8 39 522     | 23.08.1946 | B; Landkreis Siegen |
| Mausbach          | 8 39 522     | 01.01.1969 | A > Freudenberg |
| Mawicke           | 8 40 714     | 23.08.1946 | B; Landkreis Soest |
| Mawicke           | 8 40 714     | 01.07.1969 | A > Werl |

#### Me
| Gemeinde                       | AGS          | Datum      | Kreiszugehörigkeit; Maßnahme |
| ------------------------------ | ------------ | ---------- | --- |
| Mechernich                     | 4 36 815     | 23.08.1946 | B; Landkreis Schleiden |
| Mechernich                     | 4 36 119     | 01.07.1969 | E < Berg, Bleibuir, Breitenbenden, Eicks, Floisdorf, GlehnII, Harzheim, HolzheimII, Hostel, Kallmuth, Lorbach, Vussem-Bergheim und Weyer |
| Mechernich                     | 3 33 122     | 01.01.1972 | TE < Gemünd, Kall (aus Wallenthal), Veytal (Kommern, Lessenich-Rißdorf, Satzvey-Firmenich, Wachendorf und Weiler am Berge sowie Antweiler [grt] und Obergartzem [grt]) und Zülpich (aus Enzen); TA > Nettersheim (aus Weyer); ÄK > Kreis Euskirchen; ÄB > Regierungsbezirk Köln |
| Mechernich                     | 3 66 028     | 01.01.1975 | ÄNr |
| Meckenheim                     | 3 32 517     | 23.08.1946 | B; Landkreis Bonn |
| Meckenheim                     | II3 37 119II | 01.08.1969 | E < AltendorfI, Ersdorf, Lüftelberg und Merl; ÄK > Rhein-Sieg-Kreis |
| Meckenheim                     | 3 82 032     | 01.01.1975 | ÄNr |
| Meckingsen                     | 8 40 232     | 23.08.1946 | B; Landkreis Soest |
| Meckingsen                     | 8 40 232     | 01.07.1969 | A > Soest (grt) und Welver |
| Medebach                       | 8 33 416     | 23.08.1946 | B; Kreis, bis 1969 Landkreis Brilon |
| Medebach                       | 8 33 114     | 01.07.1969 | E < BergeI, Deifeld, Dreislar, Düdinghausen, Küstelberg, Medelon, Oberschledorn, Referinghausen und Titmaringhausen |
| Medebach                       | 9 58 028     | 01.01.1975 | ÄK > Hochsauerlandkreis |
| Medelon                        | 8 33 417     | 23.08.1946 | B; Landkreis Brilon |
| Medelon                        | 8 33 417     | 01.07.1969 | A > Medebach |
| Meerbusch                      | 1 34 131     | 01.01.1970 | N < BüderichI, Ilverich, Langst-Kierst, Lank-Latum, Nierst, Ossum-Bösinghoven, Osterath (t), Strümp und Willich (t); ÄK > Kreis Grevenbroich |
| Meerbusch                      | 1 62 022     | 01.01.1975 | ÄK > Kreis Neuss |
| Meerbusch                      | 1 62 022     | 01.07.2003 | NÄK > Rhein-Kreis Neuss |
| Meerhof                        | 7 32 625     | 23.08.1946 | B; Kreis, bis 1969 Landkreis Büren |
| Meerhof                        | 7 32 625     | 01.07.1975 | A > Marsberg (grt) und Wünnenberg |
| Mehr                           | 1 36 613     | 23.08.1946 | B; Landkreis Kleve |
| Mehr                           | 1 36 613     | 01.07.1969 | A > Kranenburg |
| Meierberg                      | 7 37 164     | 21.01.1947 | ÄL < Lippe; Landkreis Lemgo |
| Meierberg                      | 7 37 164     | 01.01.1969 | A > Extertal |
| Meiersberg                     | 1 32 414     | 23.08.1946 | B; Landkreis Düsseldorf-Mettmann |
| Meiersberg                     | 1 32 414     | 01.04.1967 | A > Homberg-Meiersberg |
| Meindorf                       | 3 37 414     | 23.08.1946 | B; Siegkreis |
| Meindorf                       | 3 37 414     | 01.08.1969 | A > Sankt Augustin (grt) und Troisdorf |
| Meinerzhagen                   | 8 31 511     | 23.08.1946 | B; Landkreis Altena |
| Meinerzhagen                   | 8 31 119     | 01.01.1969 | E < Valbert; TE < Lüdenscheid-Land; ÄK > Kreis, bis zum 30.09.1969 Landkreis Lüdenscheid |
| Meinerzhagen                   | 9 62 036     | 01.01.1975 | ÄK > Märkischer Kreis |
| Meiningsen                     | 8 40 233     | 23.08.1946 | B; Landkreis Soest |
| Meiningsen                     | 8 40 233     | 01.07.1969 | A > Soest |
| Meinkenbracht                  | 8 32 318     | 23.08.1946 | B; Kreis, bis 1969 Landkreis Arnsberg |
| Meinkenbracht                  | 8 32 318     | 01.01.1975 | A > Sundern (Sauerland) |
| Meißen                         | 7 39 419     | 23.08.1946 | B; Kreis, bis 1969 Landkreis Minden |
| Meißen                         | 7 39 419     | 01.01.1973 | A > Minden |
| Meiste                         | 8 36 421     | 23.08.1946 | B; Kreis, bis 1969 Landkreis Lippstadt |
| Meiste                         | 8 36 421     | 01.01.1975 | A > Rüthen |
| Meiswinkel                     | 8 39 523     | 23.08.1946 | B; Landkreis Siegen |
| Meiswinkel                     | 8 39 523     | 01.01.1969 | A > Hüttental |
| Mellen                         | 8 32 222     | 23.08.1946 | B; Kreis, bis 1969 Landkreis Arnsberg |
| Mellen                         | 8 32 222     | 01.01.1975 | A > Balve (grt) und Sundern (Sauerland) |
| Mellrich                       | 8 36 216     | 23.08.1946 | B; Kreis, bis 1969 Landkreis Lippstadt |
| Mellrich                       | 8 36 216     | 01.01.1975 | A > Anröchte |
| Menden                         | 8 35 113     | 23.08.1946 | B; Landkreis Iserlohn |
| Menden                         | 8 35 113     | 01.04.1956 | TA > LendringsenI |
| Menden                         | 8 35 113     | ?          | NÄ > Menden (Sauerland) |
| Menden (Rheinland)             | 3 37 415     | 23.08.1946 | B; Siegkreis |
| Menden (Rheinland)             | 3 37 415     | 01.08.1969 | A > Sankt Augustin (grt) und Troisdorf |
| Menden (Sauerland)             | 8 35 113     | ?          | NÄ < Menden; Kreis, bis 1969 Landkreis Iserlohn |
| Menden (Sauerland)             | 9 62 040     | 01.01.1975 | E < Bösperde, Halingen, LendringsenI, Oesbern und Schwitten; TE < AsbeckII, HolzenI und Sümmern; ÄK > Märkischer Kreis |
| Menne                          | 7 41 518     | 23.08.1946 | B; Kreis, bis 1969 Landkreis Warburg |
| Menne                          | 7 41 518     | 01.01.1975 | A > Warburg |
| Mennighüffen                   | 7 35 613     | 23.08.1946 | B; Landkreis Herford |
| Mennighüffen                   | 7 35 613     | 01.01.1969 | A > Löhne |
| Menzel                         | 8 36 422     | 23.08.1946 | B; Kreis, bis 1969 Landkreis Lippstadt |
| Menzel                         | 8 36 422     | 01.01.1975 | A > Rüthen |
| Menzelen                       | 2 37 213     | 23.08.1946 | B; Landkreis Moers |
| Menzelen                       | 2 37 213     | 01.07.1969 | A > Alpen |
| Merfeld                        | 5 34 412     | 23.08.1946 | B; Kreis, bis 1969 Landkreis Coesfeld |
| Merfeld                        | 5 34 412     | 01.01.1975 | A > Dülmen |
| Merken                         | 4 32 653     | 23.08.1946 | B; Kreis, bis 1969 Landkreis Düren |
| Merken                         | 4 32 653     | 01.01.1972 | A > Düren |
| Merklinghausen-Wiggeringhausen | 8 36 321     | 23.08.1946 | B; Kreis, bis 1969 Landkreis Lippstadt |
| Merklinghausen-Wiggeringhausen | 8 36 321     | 01.01.1975 | A > Erwitte |
| Merklingsen                    | 8 40 234     | 23.08.1946 | B; Landkreis Soest |
| Merklingsen                    | 8 40 234     | 01.07.1969 | A > Welver |
| Merkstein                      | 4 31 128     | 23.08.1946 | B; Kreis, bis 1969 Landkreis Aachen |
| Merkstein                      | 4 31 128     | 01.01.1972 | A > Herzogenrath (grt) und Übach-Palenberg |
| Merl                           | 3 32 518     | 23.08.1946 | B; Landkreis Bonn |
| Merl                           | 3 32 518     | 01.08.1969 | A > Meckenheim |
| Merlsheim                      | 7 36 716     | 23.08.1946 | B; Landkreis, ab dem 01.10.1969 Kreis Höxter |
| Merlsheim                      | 7 36 716     | 01.01.1970 | A > Nieheim |
| Merode                         | I4 32 413I   | 23.08.1946 | B; Landkreis Düren |
| Merode                         | I4 32 413I   | 01.07.1969 | A > D’horn |
| Mersch                         | 4 34 713     | 23.08.1946 | B; Kreis, bis 1969 Landkreis Jülich |
| Mersch                         | 4 34 713     | 01.01.1972 | A > Jülich |
| Merzenhausen                   | 4 34 517     | 23.08.1946 | B; Kreis, bis 1969 Landkreis Jülich |
| Merzenhausen                   | 4 34 517     | 01.01.1972 | A > Jülich |
| MerzenichI                     | 4 32 715     | 23.08.1946 | B; Kreis, bis 1969 Landkreis Düren |
| MerzenichI                     | 4 32 715     | 01.07.1969 | E < Girbelsrath, Golzheim und Morschenich; TA > Düren |
| MerzenichI                     | 4 32 122     | 01.01.1972 | ÄNr |
| MerzenichI                     | 3 39 119     | 01.08.1972 | ÄB > Regierungsbezirk Köln |
| MerzenichI                     | 3 58 040     | 01.01.1975 | ÄNr |
| MerzenichII                    | 3 33 852     | 23.08.1946 | B; Landkreis Euskirchen |
| MerzenichII                    | 3 33 852     | 01.07.1969 | A > Zülpich |
| Meschede                       | 8 37 513     | 23.08.1946 | B; Kreis, bis 1969 Landkreis Meschede |
| Meschede                       | 9 58 032     | 01.01.1975 | E < Calle, Grevenstein, Meschede-Land, Remblinghausen und Visbeck; TE < Altenhellefeld, Eversberg, Freienohl (Sauerland), Herblinghausen, Oeventrop, Reiste (Sauerland), Rumbeck und Velmede; ÄK > Hochsauerlandkreis                                                           |
| Meschede-Land                  | 8 37 512     | 23.08.1946 | B; Kreis, bis 1969 Landkreis Meschede |
| Meschede-Land                  | 8 37 512     | 01.01.1975 | A > Meschede |
| Messinghausen                  | 8 33 715     | 23.08.1946 | B; Kreis, bis 1969 Landkreis Brilon |
| Messinghausen                  | 8 33 715     | 01.01.1975 | A > Brilon |
| Meßlingen                      | 7 39 518     | 23.08.1946 | B; Kreis, bis 1969 Landkreis Minden |
| Meßlingen                      | 7 39 518     | 01.01.1973 | A > Petershagen |
| Mesum                          | 5 38 512     | 23.08.1946 | B; Kreis, bis 1969 Landkreis Steinfurt |
| Mesum                          | 5 38 512     | 01.01.1975 | A > Emsdetten, NeuenkirchenI und Rheine (grt) |
| Metelen                        | 5 38 117     | 23.08.1946 | B; Kreis, bis 1969 Landkreis Steinfurt |
| Metelen                        | 5 66 052     | 01.01.1975 | ÄNr |
| Methler                        | 9 41 518     | 23.08.1946 | B; Landkreis Unna |
| Methler                        | 9 41 518     | 01.01.1967 | E < Wasserkurl und Westick bei Kamen |
| Methler                        | 9 41 518     | 01.01.1968 | A > Kamen |
| Metternich                     | 3 33 912     | 23.08.1946 | B; Landkreis Euskirchen |
| Metternich                     | 3 33 912     | 01.07.1969 | A > Weilerswist |
| Mettingen                      | 5 39 114     | 23.08.1946 | B; Kreis, bis 1969 Landkreis Tecklenburg |
| Mettingen                      | 5 66 056     | 01.01.1975 | TE < Ibbenbüren-Land und Westerkappeln; TA > Ibbenbüren; ÄK > Kreis Steinfurt |
| Mettmann                       | 1 32 116     | 23.08.1946 | B; Kreis, bis 1969 Landkreis Düsseldorf-Mettmann |
| Mettmann                       | 1 58 024     | 01.01.1975 | E < Metzkausen; TE < Homberg-Meiersberg; TA > Wülfrath; ÄK > Kreis Mettmann |
| Mettmann                       | 1 58 024     | 01.01.1979 | TA > Wülfrath |
| Metzkausen                     | 1 32 415     | 23.08.1946 | B; Kreis, bis 1969 Landkreis Düsseldorf-Mettmann |
| Metzkausen                     | 1 32 415     | 01.01.1975 | A > Mettmann |
| Meyerich                       |              | 23.08.1946 | B; Landkreis Soest |
| Meyerich                       | 01.04.1957   | A > Welver | |

#### Mg bis Mo
| Gemeinde                       | AGS          | Datum         | Kreiszugehörigkeit; Maßnahme |
| ------------------------------ | ------------ | ------------- | --- |
| M. Gladbach (Mönchen Gladbach) | 1 16 000     | 20.12.1950    | NÄ < M. Gladbach (München Gladbach); kreisfreie Stadt, bis 1953 Stadtkreis M. Gladbach |
| M. Gladbach (Mönchen Gladbach) | 1 16 000     | 11.10.1960    | NÄ > Mönchengladbach |
| M. Gladbach (München Gladbach) | 1 16 000     | 23.08.1946    | B; Stadtkreis M. Gladbach |
| M. Gladbach (München Gladbach) | 1 16 000     | 20.12.1950    | NÄ > M. Gladbach (Mönchen Gladbach) |
| Miel                           | 3 32 415     | 23.08.1946    | B; Landkreis Bonn |
| Miel                           | 3 32 415     | 01.08.1969    | A > Swisttal |
| Millen                         | 4 37 814     | 23.08.1946    | B; Landkreis Geilenkirchen-Heinsberg |
| Millen                         | 4 37 814     | 23.04.1949    | ÄL > Niederlande (U > Drostambt Tudderen) |
| Millen                         | 4 37 814     | 01.08.1963    | ÄL < Niederlande (TU < Drostambt Tudderen) |
| Millen                         | 4 37 814     | 01.07.1969    | A > Selfkant |
| Millingen                      | 1 38 413     | 23.08.1946    | B; Kreis, bis 1969 Landkreis Rees |
| Millingen                      | 1 38 413     | 01.01.1975    | A > Rees |
| Milse                          | 7 31 417     | 23.08.1946    | B; Kreis, bis 1969 Landkreis Bielefeld |
| Milse                          | 7 31 417     | 01.01.1973    | A > Bielefeld |
| Milspe                         |              | 23.08.1946    | B; Ennepe-Ruhr-Kreis |
| Milspe                         | 01.04.1949   | A > Ennepetal | |
| Milte                          | 5 40 512     | 23.08.1946    | B; Kreis, bis 1969 Landkreis Warendorf |
| Milte                          | 5 40 512     | 01.01.1975    | A > Ostbevern und Warendorf (grt) |
| Minden                         | 7 39 111     | 23.08.1946    | B; Kreis, bis 1969 Landkreis Minden |
| Minden                         | 7 39 111     | 01.01.1973    | E < Aminghausen, Bölhorst, Dankersen, Dützen, Haddenhausen, Häverstädt, Kutenhausen, Leteln, Meißen, Päpinghausen, Stemmer und Todtenhausen; TE < Barkhausen an der Porta, Hahlen, Hartum, Holzhausen II und Neesen; ÄK > Kreis Minden-Lübbecke                                 |
| Minden                         | 7 70 024     | 01.01.1975    | ÄNr |
| Minden                         | 7 70 024     | 01.07.1986    | GA < > Hille |
| Mittelhees                     | 8 39 524     | 23.08.1946    | B; Landkreis Siegen |
| Mittelhees                     | 8 39 524     | 01.01.1969    | A > Kreuztal |
| Mödrath                        | 3 31 714     | 23.08.1946    | B; Kreis, bis 1969 Landkreis Bergheim (Erft) |
| Mödrath                        | 3 31 714     | 01.01.1975    | A > Kerpen |
| Moers                          | 2 37 113     | 23.08.1946    | B; Kreis, bis 1969 Landkreis Moers |
| Moers                          | 1 70 024     | 01.01.1975    | TE < BudbergI, KapellenIII und Rheinkamp; TA > Duisburg; ÄK > Kreis Wesel |
| Moers                          | 1 70 024     | 01.11.2009    | GA < > Neukirchen-Vluyn |
| Moese                          | 7 42 514     | 23.08.1946    | B; Landkreis, ab dem 01.10.1969 Kreis Wiedenbrück |
| Moese                          | 7 42 514     | 01.01.1962    | TE < Westenholz |
| Moese                          | 7 42 514     | 01.01.1970    | A > Rietberg |
| Möhnesee                       | 8 40 113     | 01.07.1969    | N < Berlingsen, Brüllingsen, Büecke, Delecke (Möhnesee), Echtrop, Ellingsen, Günne (Möhnesee), Hewingsen, Körbecke (Möhnesee), Stockum (Möhnesee), Theiningsen, Völlinghausen (Möhnesee), Wamel (Möhnesee), Westrich und Wippringsen; Kreis, bis zum 30.09.1969 Landkreis Soest |
| Möhnesee                       | 9 74 032     | 01.01.1975    | ÄNr |
| Möllbergen                     | 7 39 421     | 23.08.1946    | B; Kreis, bis 1969 Landkreis Minden |
| Möllbergen                     | 7 39 421     | 01.01.1973    | A > Porta Westfalica |
| Mollseifen                     | 8 42 226     | 23.08.1946    | B; Kreis, bis 1969 Landkreis Wittgenstein |
| Mollseifen                     | 8 42 226     | 01.01.1965    | TE < Gutsbezirk Sayn-Wittgenstein-Berleburg |
| Mollseifen                     | 8 42 226     | 01.01.1975    | A > Winterberg |
| Mönchengladbach                | 1 16 000     | 11.10.1960    | NÄ < M. Gladbach (Mönchen Gladbach); kreisfreie Stadt Mönchengladbach |
| Mönchengladbach                | 1 16 000     | 01.01.1975    | E < Wickrath; TE < Jüchen, Rheydt und Wegberg |
| Mondorf                        | 3 37 612     | 23.08.1946    | B; Siegkreis |
| Mondorf                        | 3 37 612     | 01.08.1969    | A > Niederkassel |
| Monheim                        | 1 39 117     | 23.08.1946    | B; Kreis, bis 1969 Landkreis Düsseldorf-Mettmann |
| Monheim                        | 1 39 117     | 01.04.1951    | E < Baumberg |
| Monheim                        | 1 39 117     | 01.09.1960    | E < Hitdorf |
| Monheim                        | 1 39 117     | 01.01.1975    | A > Düsseldorf (grt) und Leverkusen |
| Monheim                        | 1 58 026     | 01.07.1976    | N < Düsseldorf (t); Kreis Mettmann |
| Monheim                        | 1 58 026     | 15.10.1993    | NÄ > Monheim am Rhein |
| Monheim am Rhein               | 1 58 026     | 15.10.1993    | NÄ < Monheim; Kreis Mettmann |
| Monheim am Rhein               | 1 58 026     | 01.01.2008    | GA < > Langenfeld (Rheinland) |
| Mönninghausen                  | 8 36 519     | 23.08.1946    | B; Kreis, bis 1969 Landkreis Lippstadt |
| Mönninghausen                  | 8 36 519     | 01.01.1975    | A > Geseke |
| Monschau                       | 4 35 111     | 23.08.1946    | B; Kreis, bis 1969 Landkreis Monschau |
| Monschau                       | 4 31 117     | 01.01.1972    | E < Höfen, Kalterherberg, Mützenich und Rohren; TE < Imgenbroich und Konzen; ÄK > Kreis Aachen |
| Monschau                       | 3 38 115     | 01.08.1972    | ÄB > Regierungsbezirk Köln |
| Monschau                       | 3 54 020     | 01.01.1975    | ÄNr |
| Monschau                       | 3 34 020     | 21.10.2009    | ÄK > Städteregion Aachen |
| Morenhoven                     | 3 32 416     | 23.08.1946    | B; Landkreis Bonn |
| Morenhoven                     | 3 32 416     | 01.08.1969    | A > Swisttal |
| Morken-Harff                   |              | 23.08.1946    | B; Landkreis Bergheim (Erft) |
| Morken-Harff                   | 01.10.1956   | A > Kaster    | |
| Morsbach                       | I3 35 121I   | 23.08.1946    | B; Oberbergischer Kreis |
| Morsbach                       | II3 35 116II | 01.07.1969    | ÄNr |
| Morsbach                       | 3 74 028     | 01.01.1975    | ÄNr |
| Morschenich                    | 4 32 716     | 23.08.1946    | B; Landkreis Düren |
| Morschenich                    | 4 32 716     | 01.07.1969    | A > MerzenichI |
| Mosebeck                       | 7 33 217     | 21.01.1947    | ÄL < Lippe; Landkreis, ab dem 01.10.1969 Kreis Detmold |
| Mosebeck                       | 7 33 217     | 01.01.1970    | A > Detmold |
| Mossenberg-Wöhren              | 7 33 165     | 21.01.1947    | ÄL < Lippe; Landkreis, ab dem 01.10.1969 Kreis Detmold |
| Mossenberg-Wöhren              | 7 33 165     | 01.01.1970    | A > Blomberg |

#### Mu und My
| Gemeinde            | AGS      | Datum      | Kreiszugehörigkeit; Maßnahme |
| ------------------- | -------- | ---------- | --- |
| Much                | 3 37 121 | 23.08.1946 | B; Siegkreis |
| Much                | 3 37 121 | 01.08.1969 | ÄK > Rhein-Sieg-Kreis |
| Much                | 3 82 036 | 01.01.1975 | ÄNr |
| Muckum              | 7 35 317 | 23.08.1946 | B; Landkreis Herford |
| Muckum              | 7 35 317 | 01.01.1969 | A > Bünde (grt) und Rödinghausen |
| Muddenhagen         | 7 41 221 | 23.08.1946 | B; Kreis, bis 1969 Landkreis Warburg |
| Muddenhagen         | 7 41 221 | 01.01.1975 | A > Borgentreich |
| Müddersheim         | 4 32 962 | 23.08.1946 | B; Kreis, bis 1969 Landkreis Düren |
| Müddersheim         | 4 32 962 | 01.07.1969 | E < Disternich, Gladbach, Lüxheim und Sievernich                                                                                                |
| Müddersheim         | 4 32 962 | 01.01.1972 | A > Vettweiß |
| Müggenhausen        | 3 33 913 | 23.08.1946 | B; Landkreis Euskirchen |
| Müggenhausen        | 3 33 913 | 01.07.1969 | A > Weilerswist |
| Mühlhausen          | 9 41 519 | 23.08.1946 | B; Landkreis Unna |
| Mühlhausen          | 9 41 519 | 01.01.1968 | A > Unna |
| Muldenau            | 4 32 755 | 23.08.1946 | B; Kreis, bis 1969 Landkreis Düren |
| Muldenau            | 4 32 755 | 01.01.1972 | A > Nideggen |
| MülheimI            | 8 32 614 | 23.08.1946 | B; Kreis, bis 1969 Landkreis Arnsberg |
| MülheimI            | 8 32 614 | 01.01.1975 | A > Warstein |
| MülheimII           | 4 36 219 | 23.08.1946 | B; Landkreis Schleiden |
| MülheimII           | 4 36 219 | 01.07.1969 | A > Blankenheim |
| Mülheim a. d. Ruhr  | 1 17 000 | 23.08.1946 | B; kreisfreie Stadt, bis 1953 Stadtkreis Mülheim a. d. Ruhr                                                                                     |
| Mülheim a. d. Ruhr  | 1 17 000 | 01.01.1975 | TE < Breitscheid und Kettwig |
| Mülheim a. d. Ruhr  | 1 17 000 | 01.01.1981 | GA < > Ratingen |
| Mülheim a. d. Ruhr  | 1 17 000 | 27.03.1991 | NÄ > Mülheim an der Ruhr |
| Mülheim an der Ruhr | 1 17 000 | 27.03.1991 | NÄ < Mülheim a. d. Ruhr; kreisfreie Stadt Mülheim an der Ruhr                                                                                   |
| Müllingsen          | 8 40 522 | 23.08.1946 | B; Landkreis Soest |
| Müllingsen          | 8 40 522 | 01.07.1969 | A > Soest |
| Münster             | 5 15 000 | 23.08.1946 | B; kreisfreie Stadt, bis 1953 Stadtkreis Münster                                                                                                |
| Münster             | 5 15 000 | 01.10.1956 | TE < Sankt Mauritz |
| Münster             | 5 15 000 | 01.01.1975 | E < Albachten, Amelsbüren, Angelmodde, Hiltrup, Nienberge, Sankt Mauritz und Wolbeck; TE < Albersloh, Gimbte, Greven, Handorf, Rinkerode, Roxel |
| Münsterbrock        | 7 36 922 | 23.08.1946 | B; Landkreis, ab dem 01.10.1969 Kreis Höxter |
| Münsterbrock        | 7 36 922 | 01.01.1970 | A > Marienmünster |
| Müntz               | 4 34 813 | 23.08.1946 | B; Landkreis Jülich |
| Müntz               | 4 34 813 | 01.07.1969 | A > Titz |
| Müschede            | 8 32 422 | 23.08.1946 | B; Kreis, bis 1969 Landkreis Arnsberg |
| Müschede            | 8 32 422 | 01.01.1975 | A > Arnsberg |
| Müsen               | 8 39 617 | 23.08.1946 | B; Landkreis Siegen |
| Müsen               | 8 39 617 | 01.01.1969 | A > Hilchenbach |
| Müssen              | 7 33 166 | 21.01.1947 | ÄL < Lippe; Landkreis, ab dem 01.10.1969 Kreis Detmold                                                                                          |
| Müssen              | 7 33 166 | 01.01.1970 | A > Lage |
| Mussum              | 5 33 418 | 23.08.1946 | B; Kreis, bis 1969 Landkreis Borken |
| Mussum              | 5 33 418 | 01.01.1975 | A > Bocholt |
| Mutscheid           | 3 33 756 | 23.08.1946 | B; Landkreis Euskirchen |
| Mutscheid           | 3 33 756 | 01.07.1969 | A > Bad Münstereifel |
| Mützenich           | 4 35 214 | 23.08.1946 | B; Kreis, bis 1969 Landkreis Monschau |
| Mützenich           | 4 35 214 | 01.01.1972 | A > Monschau |
| Myhl                | 4 33 512 | 23.08.1946 | B; Kreis, bis 1969 Landkreis Erkelenz |
| Myhl                | 4 33 512 | 01.01.1972 | A > Hückelhoven und Wassenberg (grt) |

### N

#### Na und Ne
| Gemeinde               | AGS          | Datum               | Kreiszugehörigkeit; Maßnahme |
| ---------------------- | ------------ | ------------------- | --- |
| Nachrodt-Wiblingwerde  | 8 31 115     | 23.08.1946          | B; Landkreis Altena |
| Nachrodt-Wiblingwerde  | 8 31 115     | 01.04.1960          | TA > Altena |
| Nachrodt-Wiblingwerde  | 8 31 115     | 01.01.1969          | TA > Altena; ÄK > Kreis, bis zum 30.09.1969 Landkreis Lüdenscheid |
| Nachrodt-Wiblingwerde  | 9 62 044     | 01.01.1975          | TA > HagenI; ÄK > Märkischer Kreis |
| Nalhof                 | 7 37 165     | 21.01.1947          | ÄL < Lippe; Landkreis Lemgo |
| Nalhof                 | 7 37 165     | 01.01.1969          | A > Extertal |
| Nammen                 | 7 39 422     | 23.08.1946          | B; Kreis, bis 1969 Landkreis Minden |
| Nammen                 | 7 39 422     | 01.01.1973          | A > Porta Westfalica |
| Nateln                 | 8 40 235     | 23.08.1946          | B; Landkreis Soest |
| Nateln                 | 8 40 235     | 01.07.1969          | A > Welver |
| Natingen               | 7 41 222     | 23.08.1946          | B; Kreis, bis 1969 Landkreis Warburg |
| Natingen               | 7 41 222     | 01.01.1975          | A > Borgentreich |
| Natzungen              | 7 41 223     | 23.08.1946          | B; Kreis, bis 1969 Landkreis Warburg |
| Natzungen              | 7 41 223     | 01.01.1975          | A > Borgentreich |
| Nauholz                | 8 39 731     | 23.08.1946          | B; Landkreis Siegen |
| Nauholz                | 8 39 731     | 01.01.1969          | A > Erndtebrück und Netphen (grt) |
| Neersen                | 1 35 128     | 23.08.1946          | B; Landkreis, ab dem 01.10.1969 Kreis Kempen-Krefeld |
| Neersen                | 1 35 128     | 01.01.1970          | A > Tönisvorst, Viersen und Willich (grt) |
| Neesen                 | 7 39 423     | 23.08.1946          | B; Kreis, bis 1969 Landkreis Minden |
| Neesen                 | 7 39 423     | 01.01.1973          | A > Minden und Porta Westfalica (grt) |
| Nehden                 | 8 33 716     | 23.08.1946          | B; Kreis, bis 1969 Landkreis Brilon |
| Nehden                 | 8 33 716     | 01.01.1975          | A > Brilon |
| Neheim-Hüsten          | 8 32 112     | 23.08.1946          | B; Kreis, bis 1969 Landkreis Arnsberg |
| Neheim-Hüsten          | 8 32 112     | 01.04.1960          | TA > BruchhausenI |
| Neheim-Hüsten          | 8 32 112     | 01.01.1975          | A > Arnsberg |
| Neimen                 | 9 41 223     | 23.08.1946          | B; Landkreis Unna |
| Neimen                 | 9 41 223     | 01.01.1968          | A > Fröndenberg |
| Nemmenich              | 3 33 952     | 23.08.1946          | B; Landkreis Euskirchen |
| Nemmenich              | 3 33 952     | 01.07.1969          | A > Zülpich |
| Nenkersdorf            | 8 39 732     | 23.08.1946          | B; Landkreis Siegen |
| Nenkersdorf            | 8 39 732     | 01.01.1969          | A > Netphen |
| Netphen                | 8 39 119     | 01.01.1969          | N < Afholderbach, Beienbach, Brauersdorf, Deuz, Dreis-Tiefenbach, Eckmannshausen, Eschenbach, FrohnhausenI, Grissenbach, Hainchen, Helgersdorf, Herzhausen, Irmgarteichen, Nauholz (t), Nenkersdorf, Niedernetphen, Obernau, Obernetphen, Ölgershausen, SalchendorfII (Amt Netphen), SohlbachI (Amt Netphen), Unglinghausen, Walpersdorf und Werthenbach; Kreis, bis zum 30.09.1969 Landkreis Siegen |
| Netphen                | 8 39 119     | 01.01.1970          | TA > Erndtebrück (aus Nauholz) |
| Netphen                | 9 70 032     | 01.01.1975          | ÄNr |
| Netphen                | 9 70 032     | 01.01.1984          | NÄK > Kreis Siegen-Wittgenstein |
| Nettelstädt            | 8 36 423     | 23.08.1946          | B; Kreis, bis 1969 Landkreis Lippstadt |
| Nettelstädt            | 8 36 423     | 01.01.1975          | A > Rüthen |
| Nettelstedt            | 7 38 415     | 23.08.1946          | B; Kreis, bis 1969 Landkreis Lübbecke |
| Nettelstedt            | 7 38 415     | 01.01.1973          | A > Hüllhorst und Lübbecke (grt) |
| Nettersheim            | 4 36 916     | 23.08.1946          | B; Landkreis Schleiden |
| Nettersheim            | 4 36 121     | 01.07.1969          | E < Bouderath, BuirII, Engelgau, Frohngau, Marmagen, PeschII, Roderath, Tondorf und Zingsheim; TE < Holzmülheim |
| Nettersheim            | 3 33 123     | 01.01.1972          | TE < Mechernich (aus Weyer); ÄK > Kreis Euskirchen; ÄB > Regierungsbezirk Köln |
| Nettersheim            | 3 66 032     | 01.01.1975          | ÄNr |
| Nettesheim-Butzheim    | 1 34 852     | 23.08.1946          | B; Kreis, bis 1969 Landkreis Grevenbroich |
| Nettesheim-Butzheim    | 1 34 852     | 01.01.1975          | A > Rommerskirchen |
| Nettetal               | II1 35 114II | 01.01.1970          | N < Amern (t), Boisheim (t), Breyell (t), Brüggen (t), Dülken (t), Grefrath (t), Hinsbeck (t), Kaldenkirchen (t), Leuth, Lobberich (t) und Süchteln (t); Kreis Kempen-Krefeld |
| Nettetal               | 1 66 016     | 01.01.1975          | ÄK > Kreis Viersen |
| Neuahlen               | 5 32 213     | 23.08.1946          | B; Landkreis Beckum |
| Neuahlen               | 5 32 213     | 01.07.1969          | A > Ahlen |
| Neuastenberg           | 8 42 227     | 23.08.1946          | B; Kreis, bis 1969 Landkreis Wittgenstein |
| Neuastenberg           | 8 42 227     | 01.01.1975          | A > Winterberg |
| Neubeckum              | 5 32 115     | 23.08.1946          | B; Kreis, bis 1969 Landkreis Beckum |
| Neubeckum              | 5 32 115     | 01.07.1969          | TE < Kirchspiel Beckum |
| Neubeckum              | 5 32 115     | 01.01.1975          | A > BeckumII |
| Neuenbeken             | 7 40 215     | 23.08.1946          | B; Kreis, bis 1969 Landkreis Paderborn |
| Neuenbeken             | 7 40 215     | 01.01.1975          | A > Altenbeken und Paderborn (grt) |
| Neuengeseke            | 8 40 523     | 23.08.1946          | B; Landkreis Soest |
| Neuengeseke            | 8 40 523     | 01.07.1969          | A > Bad Sassendorf |
| Neuenheerse            | 7 41 318     | 23.08.1946          | B; Kreis, bis 1969 Landkreis Warburg |
| Neuenheerse            | 7 41 318     | 01.01.1975          | A > Bad Driburg |
| NeuenkirchenI          | 5 38 118     | 23.08.1946          | B; Kreis, bis 1969 Landkreis Steinfurt |
| NeuenkirchenI          | 5 66 060     | 01.01.1975          | TE < Mesum und Rheine links der Ems |
| NeuenkirchenII         | 7 42 515     | 23.08.1946          | B; Landkreis, ab dem 01.10.1969 Kreis Wiedenbrück |
| NeuenkirchenII         | 7 42 515     | 01.07.1965          | GA < > Varensell |
| NeuenkirchenII         | 7 42 515     | 01.01.1970          | A > Rietberg |
| Neuenknick             | 7 39 725     | 23.08.1946          | B; Kreis, bis 1969 Landkreis Minden |
| Neuenknick             | 7 39 725     | 01.01.1973          | A > Petershagen |
| Neuenrade              | 8 31 612     | 23.08.1946          | B; Landkreis Altena |
| Neuenrade              | 8 31 612     | 01.01.1963          | GA < > Werdohl |
| Neuenrade              | 8 31 121     | 01.01.1969          | E < Küntrop; ÄK > Kreis, bis zum 30.ß9.1969 Landkreis Lüdenscheid |
| Neuenrade              | 9 62 048     | 01.01.1975          | E < Affeln und Altenaffeln; TE < Blintrop; ÄK > Märkischer Kreis |
| Neuhaus                |              | 23.08.1946          | B; Landkreis Paderborn |
| Neuhaus                | 10.09.1957   | NÄ > Schloß Neuhaus | |
| NeukirchenI            | 3 32 613     | 23.08.1946          | B; Landkreis Bonn |
| NeukirchenI            | 3 32 613     | 01.08.1969          | A > Rheinbach |
| NeukirchenII           | 1 34 124     | 23.08.1946          | B; Kreis, bis 1969 Landkreis Grevenbroich |
| NeukirchenII           | 1 34 124     | 01.01.1975          | A > Grevenbroich (grt) und Neuss |
| Neukirchen-Vluyn       | 2 37 124     | 23.08.1946          | B; Kreis, bis 1969 Landkreis Rees |
| Neukirchen-Vluyn       | 1 70 028     | 01.01.1975          | TA > Kamp-Lintfort; ÄK > Kreis Wesel |
| Neukirchen-Vluyn       | 1 70 028     | 01.11.2009          | GA < > Moers |
| Neulouisendorf         | 1 36 418     | 23.08.1946          | B; Landkreis Kleve |
| Neulouisendorf         | 1 36 418     | 01.07.1969          | A > KalkarII |
| NeunkirchenI           | 8 39 118     | 23.08.1946          | B; Kreis, bis 1969 Landkreis Siegen |
| NeunkirchenI           | 8 39 217     | 01.01.1969          | E < Altenseelbach, SalchendorfI (Amt Burbach), Struthütten, Wiederstein und Zeppenfeld |
| NeunkirchenI           | 9 70 036     | 01.01.1975          | ÄNr |
| NeunkirchenI           | 9 70 036     | 01.01.1984          | NÄK > Kreis Siegen-Wittgenstein |
| NeunkirchenII          | 3 37 511     | 23.08.1946          | B; Siegkreis |
| NeunkirchenII          | 3 37 511     | 01.08.1969          | A > Neunkirchen-Seelscheid |
| Neunkirchen-Seelscheid | II3 37 122II | 01.08.1969          | N < NeunkirchenII und Seelscheid; Rhein-Sieg-Kreis |
| Neunkirchen-Seelscheid | 3 82 040     | 01.01.1975          | ÄNr |
| Neurath                | 1 34 412     | 23.08.1946          | B; Landkreis Grevenbroich |
| Neurath                | 1 34 132     | 01.07.1969          | A > Frimmersdorf |
| Neuß                   | 1 18 000     | 23.08.1946          | B; kreisfreie Stadt, bis 1953 Stadtkreis Neuß |
| Neuß                   | 1 18 000     | 1968                | NÄ > Neuss |
| Neuss                  | 1 18 000     | 1968                | NÄ < Neuß; kreisfreie Stadt Neuss |
| Neuss                  | 1 62 024     | 01.01.1975          | E < HolzheimI, Norf und Rosellen; TE < Kaarst und NeukirchenII; ÄK > Kreis Neuss |
| Neuss                  | 1 62 024     | 01.07.2003          | NÄK > Rhein-Kreis Neuss |
| Neviges                | 1 32 117     | 23.08.1946          | B; Kreis, bis 1969 Landkreis Düsseldorf-Mettmann |
| Neviges                | 1 32 117     | 01.01.1975          | A > Velbert (grt) und Wuppertal |

#### Ni
| Gemeinde                  | AGS          | Datum           | Kreiszugehörigkeit; Maßnahme |
| ------------------------- | ------------ | --------------- | --- |
| Nideggen                  | 4 32 756     | 23.08.1946      | B; Kreis, bis 1969 Landkreis Düren |
| Nideggen                  | 4 32 123     | 01.01.1972      | E < Abenden, Berg-Thuir, Embken, Muldenau und Wollersheim; TE < Gemünd, Heimbach (Hausen, Hergarten, Vlatten und aus Heimbach), Rurberg und Schmidt |
| Nideggen                  | 3 39 121     | 01.08.1972      | ÄB > Regierungsbezirk Köln |
| Nideggen                  | 3 39 121     | 04.08.1972      | TA > Heimbach (Hausen, Heimbach, Hergarten, Vlatten und aus Gemünd)                                                                                 |
| Nideggen                  | 3 58 044     | 01.01.1975      | ÄNr |
| Niederaden                | 9 41 521     | 23.08.1946      | B; Landkreis Unna |
| Niederaden                | 9 41 521     | 01.01.1968      | A > Lünen |
| Niederau                  | 4 32 515     | 23.08.1946      | B; Kreis, bis 1969 Landkreis Düren |
| Niederau                  | 4 32 515     | 01.01.1972      | A > Düren |
| Niederaußem               | 3 31 314     | 23.08.1946      | B; Kreis, bis 1969 Landkreis Bergheim (Erft) |
| Niederaußem               | 3 31 314     | 01.01.1975      | A > BergheimII |
| Niederbachem              | 3 32 715     | 23.08.1946      | B; Landkreis Bonn |
| Niederbachem              | 3 32 715     | 01.08.1969      | A > Wachtberg |
| Niederbauer               | 8 40 618     | 23.08.1946      | B; Landkreis Soest |
| Niederbauer               | 8 40 618     | 01.07.1969      | A > Lippetal |
| Niederberg                | 3 33 313     | 23.08.1946      | B; Landkreis Euskirchen |
| Niederberg                | 3 33 313     | 01.07.1969      | A > Erftstadt |
| Niederbergstraße          | 8 40 715     | 23.08.1946      | B; Landkreis Soest |
| Niederbergstraße          | 8 40 715     | 01.07.1969      | A > Werl |
| Niederdielfen             | 8 39 912     | 23.08.1946      | B; Landkreis Siegen |
| Niederdielfen             | 8 39 912     | 01.01.1969      | A > Wilnsdorf |
| Niederdollendorf          | 3 37 712     | 23.08.1946      | B; Siegkreis |
| Niederdollendorf          | 3 37 712     | 01.08.1969      | A > Königswinter |
| Niederdornberg-Deppendorf | 7 31 315     | 23.08.1946      | B; Kreis, bis 1969 Landkreis Bielefeld |
| Niederdornberg-Deppendorf | 7 31 315     | 01.01.1973      | A > Bielefeld |
| Niederdrees               | 3 32 614     | 23.08.1946      | B; Landkreis Bonn |
| Niederdrees               | 3 32 614     | 01.08.1969      | A > Rheinbach |
| Niederdresselndorf        | 8 39 218     | 23.08.1946      | B; Landkreis Siegen |
| Niederdresselndorf        | 8 39 218     | 01.01.1969      | A > Burbach |
| Niedereimer               | 8 32 423     | 23.08.1946      | B; Kreis, bis 1969 Landkreis Arnsberg |
| Niedereimer               | 8 32 423     | 01.01.1975      | A > Arnsberg |
| Niederelfringhausen       | 9 34 513     | 23.08.1946      | B; Ennepe-Ruhr-Kreis |
| Niederelfringhausen       | 9 34 513     | 01.01.1970      | A > Hattingen (grt) und LangenbergI |
| Niederembt                | 3 31 515     | 23.08.1946      | B; Kreis, bis 1969 Landkreis Bergheim (Erft) |
| Niederembt                | 3 31 515     | 01.01.1975      | A > Elsdorf |
| Niederense                | 8 40 319     | 23.08.1946      | B; Landkreis Soest |
| Niederense                | 8 40 319     | 01.07.1969      | A > Ense |
| Niederheuslingen          | 8 39 525     | 23.08.1946      | B; Landkreis Siegen |
| Niederheuslingen          | 8 39 525     | 01.01.1969      | A > Freudenberg |
| Niederholzklau            | 8 39 526     | 23.08.1946      | B; Landkreis Siegen |
| Niederholzklau            | 8 39 526     | 01.01.1969      | A > Freudenberg |
| Niederjöllenbeck          |              | 23.08.1946      | B; Kreis Bielefeld |
| Niederjöllenbeck          | 10.08.1952   | A > Jöllenbeck  | |
| Niederkassel              | 3 37 613     | 23.08.1946      | B; Siegkreis |
| Niederkassel              | II3 37 123II | 01.08.1969      | E < Lülsdorf, Mondorf, Rheidt, Stockem und Uckendorf; ÄK > Rhein-Sieg-Kreis                                                                         |
| Niederkassel              | 3 82 044     | 01.01.1975      | ÄNr |
| Niederkastenholz          | 3 33 517     | 23.08.1946      | B; Landkreis Euskirchen |
| Niederkastenholz          | 3 33 517     | 01.07.1969      | A > Euskirchen |
| Niederkrüchten            | 4 33 114     | 23.08.1946      | B; Kreis, bis 1969 Landkreis Erkelenz |
| Niederkrüchten            | 4 33 114     | 01.01.1972      | TA > Brüggen; GA < > Wegberg; ÄK > Kreis Heinsberg                                                                                                  |
| Niederkrüchten            | 4 33 114     | 01.08.1972      | ÄB > Regierungsbezirk Köln |
| Niederkrüchten            | 1 66 020     | 01.01.1975      | TE < Elmpt; GA < > Wegberg; ÄK > Kreis Viersen; ÄB > Regierungsbezirk Düsseldorf                                                                    |
| Niederlaasphe             | 8 42 424     | 23.08.1946      | B; Kreis, bis 1969 Landkreis Wittgenstein |
| Niederlaasphe             | 8 42 424     | 01.01.1975      | A > Laasphe |
| Niedermarsberg            | 8 33 521     | 23.08.1946      | B; Kreis, bis 1969 Landkreis Brilon |
| Niedermarsberg            | 8 33 521     | 01.01.1975      | A > Marsberg |
| Niedermehnen              | 7 38 613     | 23.08.1946      | B; Kreis, bis 1969 Landkreis Lübbecke |
| Niedermehnen              | 7 38 613     | 01.01.1973      | A > Stemwede |
| Niedermerz                | 4 34 216     | 23.08.1946      | B; Kreis, bis 1969 Landkreis Jülich |
| Niedermerz                | 4 34 216     | 01.07.1969      | E < Langweiler |
| Niedermerz                | 4 34 216     | 01.01.1972      | A > Aldenhoven |
| Niedermörmter             | 1 36 419     | 23.08.1946      | B; Landkreis Kleve |
| Niedermörmter             | 1 36 419     | 01.07.1969      | A > KalkarII |
| Niederndorf               | 8 39 527     | 23.08.1946      | B; Landkreis Siegen |
| Niederndorf               | 8 39 527     | 01.01.1964      | GA < > Oberfischbach |
| Niederndorf               | 8 39 527     | 01.01.1969      | A > Freudenberg |
| Niedernetphen             | 8 39 733     | 23.08.1946      | B; Landkreis Siegen |
| Niedernetphen             | 8 39 733     | 01.01.1969      | A > Netphen |
| Niederntudorf             | 7 32 517     | 23.08.1946      | B; Kreis, bis 1969 Landkreis Büren |
| Niederntudorf             | 7 32 517     | 01.04.1958      | TA > Oberntudorf |
| Niederntudorf             | 7 32 517     | 01.01.1975      | A > Salzkotten |
| Niederpleis               | 3 37 416     | 23.08.1946      | B; Siegkreis |
| Niederpleis               | 3 37 416     | 01.08.1969      | A > Sankt Augustin |
| Niederschelden            | 8 39 313     | 23.08.1946      | B; Landkreis Siegen |
| Niederschelden            | 8 39 313     | 01.07.1966      | A > Eiserfeld |
| Niederschönhagen          | 7 33 218     | 21.01.1947      | ÄL < Lippe; Landkreis, ab dem 01.10.1969 Kreis Detmold                                                                                              |
| Niederschönhagen          | 7 33 218     | 01.01.1970      | A > Detmold |
| Niedersetzen              | 8 39 734     | 23.08.1946      | B; Landkreis Siegen |
| Niedersetzen              | 8 39 734     | 01.07.1966      | A > Hüttental |
| Niedersfeld               | 8 33 615     | 23.08.1946      | B; Kreis, bis 1969 Landkreis Brilon |
| Niedersfeld               | 8 33 615     | 01.01.1975      | A > Winterberg |
| Niedersprockhövel         |              | 23.08.1946      | B; Ennepe-Ruhr-Kreis |
| Niedersprockhövel         | 01.09.1960   | A > Sprockhövel | |
| Niederzier                | 4 32 811     | 23.08.1946      | B; Kreis, bis 1969 Landkreis Düren |
| Niederzier                | 4 32 112     | 01.07.1969      | E < Oberzier |
| Niederzier                | 4 32 112     | 01.01.1972      | E < Ellen, Huchem-Stammeln und Steinstraß; TE < Hambach, Jülich, Pier und Selhausen                                                                 |
| Niederzier                | 3 39 122     | 01.08.1972      | ÄB > Regierungsbezirk Köln |
| Niederzier                | 3 58 048     | 01.01.1975      | ÄNr |
| Nieheim                   | 7 36 717     | 23.08.1946      | B; Kreis, bis 1969 Landkreis Höxter |
| Nieheim                   | 7 36 116     | 01.01.1970      | E < EntrupI, Erwitzen, Eversen, Himmighausen, HolzhausenIII, Merlsheim, Oeynhausen, Schönenberg und SommersellI                                     |
| Nieheim                   | 7 62 028     | 01.01.1975      | ÄNr |
| Niehorst                  | 7 31 215     | 23.08.1946      | B; Landkreis Bielefeld |
| Niehorst                  | 7 31 215     | 01.01.1970      | A > Gütersloh |
| Niel                      | 1 36 614     | 23.08.1946      | B; Landkreis Kleve |
| Niel                      | 1 36 614     | 01.07.1969      | A > Kranenburg |
| Nienberge                 | 5 36 313     | 23.08.1946      | B; Kreis, bis 1969 Landkreis Münster |
| Nienberge                 | 5 36 313     | 01.01.1975      | A > Münster |
| Nienborg, Wigbold         |              |                 | → Wigbold Nienborg |
| NienhagenI                | 7 33 167     | 21.01.1947      | ÄL < Lippe; Landkreis, ab dem 01.10.1969 Kreis Detmold                                                                                              |
| NienhagenI                | 7 33 167     | 01.01.1970      | A > Detmold |
| NienhagenII               | 7 37 166     | 21.01.1947      | ÄL < Lippe; Landkreis Lemgo |
| NienhagenII               | 7 37 166     | 01.01.1969      | A > Bad Salzuflen und Leopoldshöhe (grt) |
| Nierst                    | 1 35 214     | 23.08.1946      | B; Landkreis, ab dem 01.10.1969 Kreis Kempen-Krefeld                                                                                                |
| Nierst                    | 1 35 214     | 01.01.1970      | A > Meerbusch |
| Nierswalde                | 1 36 216     | 23.08.1946      | B; Landkreis Kleve |
| Nierswalde                | 1 36 216     | 01.07.1969      | A > Goch |
| Niese                     | 7 33 168     | 21.01.1947      | ÄL < Lippe; Landkreis, ab dem 01.10.1969 Kreis Detmold                                                                                              |
| Niese                     | 7 33 168     | 01.01.1970      | A > Lügde |
| Niesen                    | 7 41 418     | 23.08.1946      | B; Kreis, bis 1969 Landkreis Warburg |
| Niesen                    | 7 41 418     | 01.01.1975      | A > Willebadessen |
| Nieukerk                  | 2 33 512     | 23.08.1946      | B; Landkreis Geldern |
| Nieukerk                  | 2 33 512     | 01.07.1969      | A > Geldern und Kerken (grt) |
| Nievenheim                | 1 34 912     | 23.08.1946      | B; Kreis, bis 1969 Landkreis Grevenbroich |
| Nievenheim                | 1 34 912     | 01.01.1975      | A > Dormagen |
| Niewald                   | 7 33 169     | 21.01.1947      | ÄL < Lippe; Landkreis, ab dem 01.10.1969 Kreis Detmold                                                                                              |
| Niewald                   | 7 33 169     | 01.01.1970      | A > Detmold |

#### No und Nu
| Gemeinde      | AGS            | Datum      | Kreiszugehörigkeit; Maßnahme |
| ------------- | -------------- | ---------- | --- |
| Nordbögge     | 9 41 317       | 23.08.1946 | B; Landkreis Unna |
| Nordbögge     | 9 41 317       | 01.01.1968 | A > Bönen |
| Nordborchen   | 7 40 415       | 23.08.1946 | B; Landkreis Paderborn |
| Nordborchen   | 7 40 415       | 01.07.1969 | A > Borchen |
| Norddinker    | 9 41 421       | 23.08.1946 | B; Landkreis Unna |
| Norddinker    | 9 41 421       | 01.01.1968 | A > UentropI |
| Norddorf      | 8 36 322       | 23.08.1946 | B; Kreis, bis 1969 Landkreis Lippstadt                                                                                                  |
| Norddorf      | 8 36 322       | 01.01.1975 | A > Erwitte |
| Nörde         | 7 41 519       | 23.08.1946 | B; Kreis, bis 1969 Landkreis Warburg |
| Nörde         | 7 41 519       | 01.01.1975 | A > Warburg |
| Nordhemmern   | 7 39 316       | 23.08.1946 | B; Kreis, bis 1969 Landkreis Minden |
| Nordhemmern   | 7 39 316       | 01.01.1973 | A > Hille |
| Nordkirchen   | 5 35 612       | 23.08.1946 | B; Kreis, bis 1969 Landkreis Lüdinghausen                                                                                               |
| Nordkirchen   | 5 58 028       | 01.01.1975 | E < Capelle und Südkirchen; ÄK > Kreis Coesfeld                                                                                         |
| Nordrheda-Ems | I7 42 112I     | 23.08.1946 | B; Landkreis Wiedenbrück |
| Nordrheda-Ems | I7 42 112I     | 01.10.1953 | TA > Kirchspiel Oelde |
| Nordrheda-Ems | I7 42 112I     | 01.10.1956 | TA > Rheda |
| Nordrheda-Ems | I7 42 112I     | 01.01.1970 | A > Gütersloh und Rheda-Wiedenbrück (grt)                                                                                               |
| Nordvelen     | 5 33 711       | 23.08.1946 | Landkreis Borken |
| Nordvelen     | 5 33 711       | 01.07.1969 | A > Velen |
| Nordwald      | 8 40 619       | 23.08.1946 | B; Landkreis Soest |
| Nordwald      | 8 40 619       | 01.07.1969 | A > Lippetal |
| Nordwalde     | 5 38 119       | 23.08.1946 | B; Kreis, bis 1969 Landkreis Steinfurt                                                                                                  |
| Nordwalde     | 5 38 119       | 01.01.1964 | TA > Greven |
| Nordwalde     | 5 66 064       | 01.01.1975 | ÄNr |
| Norf          | 1 34 951       | 23.08.1946 | B; Kreis, bis 1969 Landkreis Grevenbroich                                                                                               |
| Norf          | 1 34 951       | 01.01.1975 | A > Neuss |
| Nörvenich     | 4 32 857       | 23.08.1946 | B; Landkreis Düren |
| Nörvenich     | 4 32 113       | 01.01.1969 | E < Binsfeld, Eggersheim, EschweilerIIüber Feld, Frauwüllesheim, Hochkirchen, Irresheim, Oberbolheim, Poll und Rath bei Nörvenich       |
| Nörvenich     | 3 39 123       | 01.08.1972 | ÄB > Regierungsbezirk Köln |
| Nörvenich     | 3 58 052       | 01.01.1975 | TE < Erftstadt (Dorweiler und Pingsheim, aus Gymnich und aus Wissersheim)                                                               |
| Nöthen        | 4 36 759       | 23.08.1946 | B; Landkreis Euskirchen |
| Nöthen        | 4 36 759       | 01.07.1969 | A > Bad Münstereifel |
| Nottuln       | 5 36 212       | 23.08.1946 | B; Kreis, bis 1969 Landkreis Münster |
| Nottuln       | 5 36 212       | 01.10.1956 | TA > Appelhülsen |
| Nottuln       | 5 36 212       | 01.10.1961 | TA > Schapdetten |
| Nottuln       | 5 58 032       | 01.01.1975 | E < Appelhülsen und Schapdetten; TE < Bösensell, Buldern, Darup, Havixbeck, Limbergen und Senden; TA > BillerbeckI; ÄK > Kreis Coesfeld |
| Nümbrecht     | 3 35 122       | 23.08.1946 | B; Oberbergischer Kreis |
| Nümbrecht     | 3 35 122       | 01.07.1969 | A > Homburg (grt) und Reichshof |
| Nümbrecht     | IIb3 35 114IIb | 1969/70    | NÄ < Homburg |
| Nümbrecht     | 3 74 032       | 01.01.1975 | ÄNr |
| Nuttlar       | 8 37 214       | 23.08.1946 | B; Kreis, bis 1969 Landkreis Meschede                                                                                                   |
| Nuttlar       | 8 37 214       | 01.01.1975 | A > Bestwig (grt) und Olsberg |

### O

#### Ob
| Gemeinde                | AGS        | Datum           | Kreiszugehörigkeit; Maßnahme                                                  |
| ----------------------- | ---------- | --------------- | ----------------------------------------------------------------------------- |
| Oberaden                | 9 41 522   | 23.08.1946      | B; Landkreis Unna                                                             |
| Oberaden                | 9 41 522   | 01.01.1966      | A > Bergkamen                                                                 |
| Oberaußem-Fortuna       | 3 31 315   | 23.08.1946      | B; Kreis, bis 1969 Landkreis Bergheim (Erft)                                  |
| Oberaußem-Fortuna       | 3 31 315   | 01.01.1975      | A > BergheimII                                                                |
| Oberbachem              | 3 32 716   | 23.08.1946      | B; Landkreis Bonn                                                             |
| Oberbachem              | 3 32 716   | 01.08.1969      | A > Wachtberg                                                                 |
| Oberbauerschaft         | 7 38 517   | 23.08.1946      | B; Kreis, bis 1969 Landkreis Lübbecke                                         |
| Oberbauerschaft         | 7 38 517   | 01.01.1973      | A > Hüllhorst (grt) und Lübbecke                                              |
| Oberbergstraße          | 8 40 716   | 23.08.1946      | B; Landkreis Soest                                                            |
| Oberbergstraße          | 8 40 716   | 01.07.1969      | A > Werl                                                                      |
| Oberbolheim             | 4 32 858   | 23.08.1946      | B; Landkreis Düren                                                            |
| Oberbolheim             | 4 32 858   | 01.01.1969      | A > Nörvenich                                                                 |
| Oberbruch               | 4 37 753   | 23.08.1946      | B; Landkreis Geilenkirchen-Heinsberg                                          |
| Oberbruch               | 4 37 753   | 1951            | NÄK > Selfkantkreis Geilenkirchen-Heinsberg                                   |
| Oberbruch               | 4 37 753   | 01.01.1969      | A > Oberbruch-Dremmen                                                         |
| Oberbruch-Dremmen       | 4 37 116   | 01.01.1969      | N < Dremmen, Horst, Oberbruch und Porselen; Landkreis Geilenkirchen-Heinsberg |
| Oberbruch-Dremmen       | 4 37 116   | 01.07.1969      | TE < Unterbruch                                                               |
| Oberbruch-Dremmen       | 4 37 116   | 01.01.1972      | A > HeinsbergII                                                               |
| Oberdielfen             | 8 39 913   | 23.08.1946      | B; Landkreis Siegen                                                           |
| Oberdielfen             | 8 39 913   | 01.01.1969      | A > Wilnsdorf                                                                 |
| Oberdollendorf          | 3 37 713   | 23.08.1946      | B; Siegkreis                                                                  |
| Oberdollendorf          | 3 37 713   | 01.08.1969      | A > Königswinter                                                              |
| Oberdrees               | 3 32 615   | 23.08.1946      | B; Landkreis Bonn                                                             |
| Oberdrees               | 3 32 615   | 01.08.1969      | A > Rheinbach                                                                 |
| Oberdresselndorf        | 8 39 219   | 23.08.1946      | B; Landkreis Siegen                                                           |
| Oberdresselndorf        | 8 39 219   | 01.01.1969      | A > Burbach                                                                   |
| Oberelfringhausen       | 9 34 514   | 23.08.1946      | B; Ennepe-Ruhr-Kreis                                                          |
| Oberelfringhausen       | 9 34 514   | 01.01.1970      | A > Hattingen                                                                 |
| Oberelvenich            | 3 33 953   | 23.08.1946      | B; Landkreis Euskirchen                                                       |
| Oberelvenich            | 3 33 953   | 01.07.1969      | A > Zülpich                                                                   |
| Oberembt                | 3 31 516   | 23.08.1946      | B; Kreis, bis 1969 Landkreis Bergheim (Erft)                                  |
| Oberembt                | 3 31 516   | 01.01.1975      | A > Elsdorf                                                                   |
| Oberense                | 8 40 321   | 23.08.1946      | B; Landkreis Soest                                                            |
| Oberense                | 8 40 321   | 01.07.1969      | A > Ense                                                                      |
| Oberfischbach           | 8 39 528   | 23.08.1946      | B; Landkreis Siegen                                                           |
| Oberfischbach           | 8 39 528   | 01.01.1964      | GA < > Niederndorf                                                            |
| Oberfischbach           | 8 39 528   | 01.01.1969      | A > Freudenberg                                                               |
| Obergartzem             | 3 33 819   | 23.08.1946      | B; Landkreis Euskirchen                                                       |
| Obergartzem             | 3 33 819   | 01.07.1969      | A > Veytal                                                                    |
| OberhausenI             | 1 19 000   | 23.08.1946      | B; kreisfreie Stadt, bis 1953 Stadtkreis Oberhausen                           |
| OberhausenI             | 1 19 000   | 01.10.2006      | TE < Essen                                                                    |
| OberhausenII            | 4 36 314   | 23.08.1946      | B; Kreis, bis 1969 Landkreis Schleiden                                        |
| OberhausenII            | 4 36 314   | 01.01.1972      | A > SchleidenII                                                               |
| Oberhees                | 8 39 529   | 23.08.1946      | B; Landkreis Siegen                                                           |
| Oberhees                | 8 39 529   | 01.01.1969      | A > Kreuztal                                                                  |
| Oberheuslingen          | 8 39 531   | 23.08.1946      | B; Landkreis Siegen                                                           |
| Oberheuslingen          | 8 39 531   | 01.01.1969      | A > Freudenberg                                                               |
| Oberholzklau            | 8 39 532   | 23.08.1946      | B; Landkreis Siegen                                                           |
| Oberholzklau            | 8 39 532   | 15.10.1952      | TE < Bühl                                                                     |
| Oberholzklau            | 8 39 532   | 01.01.1969      | A > Freudenberg                                                               |
| Oberhundem              | 8 38 515   | 23.08.1946      | B; Landkreis Olpe                                                             |
| Oberhundem              | 8 38 515   | 01.07.1966      | TA > Kirchhundem                                                              |
| Oberhundem              | 8 38 515   | 01.07.1969      | A > Kirchhundem                                                               |
| Oberjöllenbeck          |            | 23.08.1946      | B; Kreis Bielefeld                                                            |
| Oberjöllenbeck          | 10.08.1952 | A > Jöllenbeck  |                                                                               |
| Oberkassel              | 3 37 714   | 23.08.1946      | B; Siegkreis                                                                  |
| Oberkassel              | 3 37 714   | 01.08.1969      | A > Bonn (grt) und Königswinter                                               |
| Oberkirchen             | 8 37 613   | 23.08.1946      | B; Kreis, bis 1969 Landkreis Meschede                                         |
| Oberkirchen             | 8 37 613   | 01.10.1964      | TE < Wormbach                                                                 |
| Oberkirchen             | 8 37 613   | 01.01.1975      | A > Schmallenberg (grt) und Winterberg                                        |
| Oberlübbe               | 7 39 216   | 23.08.1946      | B; Kreis, bis 1969 Landkreis Minden                                           |
| Oberlübbe               | 7 39 216   | 01.01.1973      | A > Hille                                                                     |
| Obermarsberg            | 8 33 112   | 23.08.1946      | B; Kreis, bis 1969 Landkreis Brilon                                           |
| Obermarsberg            | 8 33 112   | 01.01.1975      | A > Marsberg                                                                  |
| Obermaubach-Schlagstein | 4 32 757   | 23.08.1946      | B; Kreis, bis 1969 Landkreis Düren                                            |
| Obermaubach-Schlagstein | 4 32 757   | 01.01.1972      | A > Kreuzau                                                                   |
| Obernau                 | 8 39 735   | 23.08.1946      | B; Landkreis Siegen                                                           |
| Obernau                 | 8 39 735   | 01.01.1969      | A > Netphen                                                                   |
| Obernbeck               | 7 35 614   | 23.08.1946      | B; Landkreis Herford                                                          |
| Obernbeck               | 7 35 614   | 01.01.1969      | A > Löhne                                                                     |
| OberndorfI              | 8 39 618   | 23.08.1946      | B; Landkreis Siegen                                                           |
| OberndorfI              | 8 39 618   | 01.01.1969      | A > Hilchenbach                                                               |
| OberndorfII             | 8 42 425   | 23.08.1946      | B; Kreis, bis 1969 Landkreis Wittgenstein                                     |
| OberndorfII             | 8 42 425   | 01.01.1975      | A > Laasphe                                                                   |
| Obernetphen             | 8 39 736   | 23.08.1946      | B; Landkreis Siegen                                                           |
| Obernetphen             | 8 39 736   | 01.01.1969      | A > Netphen                                                                   |
| Oberntudorf             | 7 32 518   | 23.08.1946      | B; Kreis, bis 1969 Landkreis Büren                                            |
| Oberntudorf             | 7 32 518   | 01.04.1958      | TE < Niederntudorf                                                            |
| Oberntudorf             | 7 32 518   | 01.01.1975      | A > Salzkotten                                                                |
| Oberpleis               | 3 37 811   | 23.08.1946      | B; Siegkreis                                                                  |
| Oberpleis               | 3 37 811   | 01.08.1969      | A > Königswinter                                                              |
| Oberschelden            | 8 39 533   | 23.08.1946      | B; Landkreis Siegen                                                           |
| Oberschelden            | 8 39 533   | 01.07.1966      | A > Eiserfeld                                                                 |
| Oberschledorn           | 8 33 418   | 23.08.1946      | B; Landkreis Brilon                                                           |
| Oberschledorn           | 8 33 418   | 01.07.1969      | A > Medebach                                                                  |
| Oberschönhagen          | 7 33 219   | 21.01.1947      | ÄL < Lippe; Landkreis, ab dem 01.10.1969 Kreis Detmold                        |
| Oberschönhagen          | 7 33 219   | 01.01.1970      | A > Detmold (grt) und Bad Meinberg-Horn                                       |
| Obersdorf               | 8 39 914   | 23.08.1946      | B; Landkreis Siegen                                                           |
| Obersdorf               | 8 39 914   | 01.01.1969      | A > Siegen und Wilnsdorf (grt)                                                |
| Obersetzen              | 8 39 737   | 23.08.1946      | B; Landkreis Siegen                                                           |
| Obersetzen              | 8 39 737   | 01.07.1966      | A > Hüttental                                                                 |
| Obersprockhövel         |            | 23.08.1946      | B; Ennepe-Ruhr-Kreis                                                          |
| Obersprockhövel         | 01.09.1960 | A > Sprockhövel |                                                                               |
| Oberstüter              | 9 34 515   | 23.08.1946      | B; Ennepe-Ruhr-Kreis                                                          |
| Oberstüter              | 9 34 515   | 01.01.1960      | GA < > Bredenscheid-Stüter                                                    |
| Oberstüter              | 9 34 515   | 01.01.1970      | A > Hattingen                                                                 |
| Oberzier                | 4 32 812   | 23.08.1946      | B; Landkreis Düren                                                            |
| Oberzier                | 4 32 812   | 01.07.1969      | A > Niederzier                                                                |
| Obrighoven-Lackhausen   | 2 38 115   | 23.08.1946      | B; Landkreis Rees                                                             |
| Obrighoven-Lackhausen   | 2 38 115   | 01.07.1969      | A > Wesel                                                                     |

#### Oc bis Oe
| Gemeinde               | AGS        | Datum                           | Kreiszugehörigkeit; Maßnahme                                               |
| ---------------------- | ---------- | ------------------------------- | -------------------------------------------------------------------------- |
| Öchelhausen            | 8 39 619   | 23.08.1946                      | B; Landkreis Siegen                                                        |
| Öchelhausen            | 8 39 619   | 01.01.1969                      | A > Hilchenbach (dort als Stadtteil Oechelhausen)                          |
| Ochtrup                | 5 38 412   | 23.08.1946                      | B; Kreis, bis 1969 Landkreis Steinfurt                                     |
| Ochtrup                | 5 38 124   | 01.07.1969                      | E < Langenhorst und Welbergen                                              |
| Ochtrup                | 5 66 068   | 01.01.1975                      | TA > Wettringen (aus Welbergen)                                            |
| Odendorf               | 3 32 417   | 23.08.1946                      | B; Landkreis Bonn                                                          |
| Odendorf               | 3 32 417   | 01.08.1969                      | A > Swisttal                                                               |
| Odenthal               | 3 36 117   | 23.08.1946                      | B; Rheinisch-Bergischer Kreis                                              |
| Odenthal               | 3 78 020   | 01.01.1975                      | TE < Bechen; GA < > Bergisch Gladbach; TA > Kürten                         |
| Odenthal               | 3 78 020   | 09.01.1980                      | TE < Wermelskirchen                                                        |
| Oechelhausen           |            |                                 | → Öchelhausen                                                              |
| Oedekoven              | 3 32 319   | 23.08.1946                      | B; Landkreis Bonn                                                          |
| Oedekoven              | 3 32 319   | 01.08.1969                      | A > Alfter                                                                 |
| Oeding                 | 5 31 515   | 23.08.1946                      | B; Landkreis Ahaus                                                         |
| Oeding                 | 5 31 515   | 01.07.1969                      | A > Südlohn                                                                |
| Oedingen               | 8 37 711   | 23.08.1946                      | B; Landkreis Meschede                                                      |
| Oedingen               | 8 37 711   | 01.07.1969                      | A > Finnentrop und Lennestadt (grt)                                        |
| Oedt                   | 1 35 129   | 23.08.1946                      | B; Landkreis, ab dem 01.10.1969 Kreis Kempen-Krefeld                       |
| Oedt                   | 1 35 129   | 01.01.1970                      | A > Grefrath (grt), Tönisvorst und Viersen                                 |
| Oekoven                | 1 34 312   | 23.08.1946                      | B; Kreis, bis 1969 Landkreis Grevenbroich                                  |
| Oekoven                | 1 34 312   | 01.01.1975                      | A > Rommerskirchen                                                         |
| Oelde                  | 5 32 512   | 23.08.1946                      | B; Kreis, bis 1969 Landkreis Beckum                                        |
| Oelde                  | 5 32 512   | 01.01.1970                      | E < LetteII, Kirchspiel Oelde und Sünninghausen; TE < Clarholz             |
| Oelde                  | 5 70 028   | 01.01.1975                      | E < Stromberg; A > Wadersloh (aus Sünninghausen); ÄK > Kreis Warendorf     |
| Oelde, Kirchspiel      |            |                                 | → Kirchspiel Oelde                                                         |
| Oer-Erkenschwick       | 6 37 214   | 23.08.1946                      | B; Kreis, bis 1969 Landkreis Recklinghausen                                |
| Oer-Erkenschwick       | 6 37 118   | 01.01.1965                      | ÄNr                                                                        |
| Oer-Erkenschwick       | 5 62 028   | 01.01.1975                      | ÄNr                                                                        |
| Oerlinghausen          | 7 37 113   | 21.01.1947                      | ÄL < Lippe; Kreis, bis 1969 Landkreis Lemgo                                |
| Oerlinghausen          | 7 37 113   | 01.01.1969                      | E < Lipperreihe; TE < Helpup                                               |
| Oerlinghausen          | 7 37 113   | 01.01.1970                      | TE < Kachtenhausen                                                         |
| Oerlinghausen          | 7 37 113   | 01.01.1973                      | ÄK > Kreis Lippe                                                           |
| Oerlinghausen          | 7 66 056   | 01.01.1975                      | ÄNr                                                                        |
| Oesbern                | 8 35 414   | 23.08.1946                      | B; Kreis, bis 1969 Landkreis Iserlohn                                      |
| Oesbern                | 8 35 414   | 01.01.1975                      | A > Menden (Sauerland)                                                     |
| Oesdorf                | 7 32 626   | 23.08.1946                      | B; Kreis, bis 1969 Landkreis Büren                                         |
| Oesdorf                | 7 32 626   | 01.01.1975                      | A > Marsberg                                                               |
| Oespel                 |            |                                 | → Öspel                                                                    |
| Oestereiden            | 8 36 424   | 23.08.1946                      | B; Kreis, bis 1969 Landkreis Lippstadt                                     |
| Oestereiden            | 8 36 424   | 01.01.1975                      | A > Rüthen                                                                 |
| Oesterholz             |            | 21.01.1947                      | ÄL < Lippe; Landkreis Detmold                                              |
| Oesterholz             | 01.01.1957 | TA > Haustenbeck                |                                                                            |
| Oesterholz             | 01.04.1957 | A > Oesterholz-Haustenbeck      |                                                                            |
| Oesterholz-Haustenbeck | 7 33 171   | 01.04.1957                      | N < Haustenbeck und Oesterholz; Landkreis, ab dem 01.10.1969 Kreis Detmold |
| Oesterholz-Haustenbeck | 7 33 171   | 01.01.1970                      | A > Schlangen                                                              |
| Oesterweg              | 7 34 414   | 23.08.1946                      | B; Kreis, bis 1969 Landkreis Halle (Westfalen)                             |
| Oesterweg              | 7 34 414   | 01.01.1973                      | A > Versmold                                                               |
| Oesterwiehe            |            |                                 | → Österwiehe                                                               |
| Oestinghausen          | 8 40 621   | 23.08.1946                      | B; Landkreis Soest                                                         |
| Oestinghausen          | 8 40 621   | 01.07.1969                      | A > Lippetal                                                               |
| Oestrich               |            | 23.08.1946                      | B; Landkreis Iserlohn                                                      |
| Oestrich               | 01.10.1956 | A > Iserlohn und Letmathe (grt) |                                                                            |
| Oestrich               |            |                                 | → (auch) Östrich                                                           |
| Oetinghausen           | 7 35 421   | 23.08.1946                      | B; Landkreis Herford                                                       |
| Oetinghausen           | 7 35 421   | 01.01.1969                      | A > Hiddenhausen                                                           |
| Oettern-Bremke         | 7 33 221   | 21.01.1947                      | ÄL < Lippe; Landkreis, ab dem 01.10.1969 Kreis Detmold                     |
| Oettern-Bremke         | 7 33 221   | 01.01.1970                      | A > Detmold                                                                |
| Oeventrop              | 8 32 319   | 23.08.1946                      | B; Landkreis Arnsberg                                                      |
| Oeventrop              | 8 32 319   | ?                               | NÄ > Oeventrop (Sauerland)                                                 |
| Oeventrop (Sauerland)  | 8 32 319   | ?                               | NÄ < Oeventrop; Kreis, bis 1969 Landkreis Arnsberg                         |
| Oeventrop (Sauerland)  | 8 32 319   | 01.01.1975                      | A > Arnsberg (grt) und Meschede                                            |
| Oeynhausen             | 7 36 718   | 23.08.1946                      | B; Landkreis, ab dem 01.10.1969 Kreis Höxter                               |
| Oeynhausen             | 7 36 718   | 01.01.1970                      | A > Nieheim                                                                |

#### Of bis Ol
| Gemeinde                     | AGS        | Datum      | Kreiszugehörigkeit; Maßnahme |
| ---------------------------- | ---------- | ---------- | --- |
| Offelten                     | 7 38 717   | 23.08.1946 | B; Kreis, bis 1969 Landkreis Lübbecke |
| Offelten                     | 7 38 717   | 01.01.1973 | A > Preußisch Oldendorf |
| Ohrsen                       | 7 33 172   | 21.01.1947 | ÄL < Lippe; Landkreis, ab dem 01.10.1969 Kreis Detmold |
| Ohrsen                       | 7 33 172   | 01.01.1970 | A > Lage |
| Oidtweiler                   | 4 37 212   | 23.08.1946 | B; Landkreis Geilenkirchen-Heinsberg |
| Oidtweiler                   | 4 37 212   | 1951       | NÄK > Selfkantkreis Geilenkirchen-Heinsberg |
| Oidtweiler                   | 4 37 212   | 01.01.1972 | A > Baesweiler |
| Oldendorf bei Borgholzhausen | 7 34 219   | 23.08.1946 | B; Landkreis Halle (Westfalen) |
| Oldendorf bei Borgholzhausen | 7 34 219   | 01.07.1969 | A > Borgholzhausen |
| Oldentrup                    | 7 31 418   | 23.08.1946 | B; Kreis, bis 1969 Landkreis Bielefeld |
| Oldentrup                    | 7 31 418   | 01.01.1973 | A > Bielefeld |
| Oldinghausen                 | 7 35 216   | 23.08.1946 | B; Landkreis Herford |
| Oldinghausen                 | 7 35 216   | 01.01.1969 | A > Enger |
| Olfen                        | 5 35 711   | 23.08.1946 | B; Kreis, bis 1969 Landkreis Lüdinghausen |
| Olfen                        | 5 58 036   | 01.01.1975 | E < Kirchspiel Olfen; ÄK > Kreis Coesfeld |
| Olfen, Kirchspiel            |            |            | → Kirchspiel Olfen |
| Ölgershausen                 | 8 39 738   | 23.08.1946 | B; Landkreis Siegen |
| Ölgershausen                 | 8 39 738   | 01.01.1969 | A > Netphen |
| Ollheim                      | 3 32 418   | 23.08.1946 | B; Landkreis Bonn |
| Ollheim                      | 3 32 418   | 01.08.1969 | A > Swisttal |
| OlpeI                        | I8 38 112I | 23.08.1946 | B; Kreis, bis 1969 Landkreis Olpe |
| OlpeI                        | 8 38 116   | 01.07.1969 | E < Kleusheim und Olpe-Land; TE < Helden, Kirchveischede, Rahrbach und Rhode |
| OlpeI                        | 9 66 024   | 01.01.1975 | ÄNr |
| OlpeII                       | 3 36 313   | 23.08.1946 | B; Rheinisch-Bergischer Kreis |
| OlpeII                       | 3 36 313   | 01.01.1975 | A > Kürten (grt) und Lindlar |
| Olpe-Land                    | 8 38 612   | 23.08.1946 | B; Landkreis Olpe |
| Olpe-Land                    | 8 38 612   | 01.07.1969 | A > OlpeI |
| Olsberg                      | 8 33 223   | 23.08.1946 | B; Landkreis Brilon |
| Olsberg                      | 8 33 223   | 01.07.1969 | A > Bigge-Olsberg |
| Olsberg                      | 9 58 036   | 01.01.1975 | N < Antfeld (t), Assinghausen, Bigge-Olsberg, BruchhausenII, Brunskappel, Elleringhausen, Elpe (t), Gevelinghausen (t), Helmeringhausen, Wiemeringhausen und Wulmeringhausen; Hochsauerlandkreis |

#### Op bis Os
| Gemeinde          | AGS        | Datum      | Kreiszugehörigkeit; Maßnahme                         |
| ----------------- | ---------- | ---------- | ---------------------------------------------------- |
| Opherdicke        | 9 41 523   | 23.08.1946 | B; Landkreis Unna                                    |
| Opherdicke        | 9 41 523   | 01.01.1968 | A > Holzwickede                                      |
| Ophoven           | 4 37 953   | 23.08.1946 | B; Landkreis Geilenkirchen-Heinsberg                 |
| Ophoven           | 4 37 953   | 1951       | NÄK > Selfkantkreis Geilenkirchen-Heinsberg          |
| Ophoven           | 4 37 953   | 01.01.1972 | A > Wassenberg                                       |
| Opladen           | 1 39 118   | 23.08.1946 | B; Rhein-Wupper-Kreis                                |
| Opladen           | 1 39 118   | 01.01.1975 | A > Leverkusen                                       |
| Opmünden          | 8 40 524   | 23.08.1946 | B; Landkreis Soest                                   |
| Opmünden          | 8 40 524   | 01.07.1969 | A > Bad Sassendorf                                   |
| Oppendorf         | 7 38 315   | 23.08.1946 | B; Kreis, bis 1969 Landkreis Lübbecke                |
| Oppendorf         | 7 38 315   | 01.01.1973 | A > Rahden und Stemwede (grt)                        |
| Oppenwehe         | 7 38 316   | 23.08.1946 | B; Kreis, bis 1969 Landkreis Lübbecke                |
| Oppenwehe         | 7 38 316   | 01.01.1973 | A > Rahden und Stemwede (grt)                        |
| Orsbeck           | 4 37 954   | 23.08.1946 | B; Landkreis Geilenkirchen-Heinsberg                 |
| Orsbeck           | 4 37 954   | 1951       | NÄK > Selfkantkreis Geilenkirchen-Heinsberg          |
| Orsbeck           | 4 37 954   | 01.01.1972 | A > Wassenberg                                       |
| Orsoy             | 2 37 114   | 23.08.1946 | B; Kreis, bis 1969 Landkreis Moers                   |
| Orsoy             | 2 37 114   | 01.01.1975 | A > Rheinberg                                        |
| Orsoy-Land        | 2 37 125   | 23.08.1946 | B; Kreis, bis 1969 Landkreis Moers                   |
| Orsoy-Land        | 2 37 125   | 01.01.1972 | A > Rheinberg                                        |
| Ossenberg         |            | 23.08.1946 | B; Landkreis Moers                                   |
| Ossenberg         | 01.04.1951 | A > Borth  |                                                      |
| Ossendorf         | 7 41 521   | 23.08.1946 | B; Kreis, bis 1969 Landkreis Warburg                 |
| Ossendorf         | 7 41 521   | 01.01.1975 | A > Warburg                                          |
| Ossum-Bösinghoven | 1 35 215   | 23.08.1946 | B; Landkreis, ab dem 01.10.1969 Kreis Kempen-Krefeld |
| Ossum-Bösinghoven | 1 35 215   | 01.01.1970 | A > Meerbusch                                        |
| Ostbarthausen     | 7 34 221   | 23.08.1946 | B; Landkreis Halle (Westfalen)                       |
| Ostbarthausen     | 7 34 221   | 01.07.1969 | A > Borgholzhausen                                   |
| Ostbevern         | 5 40 513   | 23.08.1946 | B; Kreis, bis 1969 Landkreis Warendorf               |
| Ostbevern         | 5 70 032   | 01.01.1975 | TE < Milte und Westbevern; TA > Telgte               |
| Ostbüderich       | I8 40 717I | 23.08.1946 | B; Landkreis Soest                                   |
| Ostbüderich       | I8 40 717I | 01.01.1964 | A > Büderich (Westfalen)                             |
| Ostbüren          | 9 41 224   | 23.08.1946 | B; Landkreis Unna                                    |
| Ostbüren          | 9 41 224   | 01.01.1968 | A > Fröndenberg                                      |
| Ostenfelde        | 5 40 212   | 23.08.1946 | B; Kreis, bis 1969 Landkreis Warendorf               |
| Ostenfelde        | 5 40 212   | 01.01.1975 | A > Ennigerloh                                       |
| Ostenland         | 7 40 314   | 23.08.1946 | B; Kreis, bis 1969 Landkreis Paderborn               |
| Ostenland         | 7 40 314   | 01.10.1958 | TA > Hövelhof                                        |
| Ostenland         | 7 40 314   | 01.01.1975 | A > Delbrück (grt), Hövelhof und Paderborn           |
| Osterath          | 1 35 131   | 23.08.1946 | B; Landkreis, ab dem 01.10.1969 Kreis Kempen-Krefeld |
| Osterath          | 1 35 131   | 01.01.1970 | A > Meerbusch (grt) und Willich                      |
| Osterbönen        | 9 41 318   | 23.08.1946 | B; Landkreis Unna                                    |
| Osterbönen        | 9 41 318   | 01.01.1968 | A > Bönen                                            |
| Osterflierich     | 9 41 422   | 23.08.1946 | B; Landkreis Unna                                    |
| Osterflierich     | 9 41 422   | 01.01.1968 | A > Rhynern                                          |
| Osterhagen        | 7 37 167   | 21.01.1947 | ÄL < Lippe; Landkreis Lemgo                          |
| Osterhagen        | 7 37 167   | 01.07.1966 | TE < Forstbezirk Langenholzhausen                    |
| Osterhagen        | 7 37 167   | 01.01.1969 | A > Kalletal                                         |
| Osterwick         | I5 34 613I | 23.08.1946 | B; Landkreis Coesfeld                                |
| Osterwick         | I5 34 613I | 01.07.1969 | A > Rosendahl                                        |
| Österwiehe        | 7 42 613   | 23.08.1946 | B; Landkreis, ab dem 01.10.1969 Kreis Wiedenbrück    |
| Österwiehe        | 7 42 613   | 01.01.1970 | A > Rietberg und Verl (grt)                          |
| Osthelden         | 8 39 423   | 23.08.1946 | B; Landkreis Siegen                                  |
| Osthelden         | 8 39 423   | 01.01.1969 | A > Kreuztal                                         |
| Ostinghausen      | 8 40 622   | 23.08.1946 | B; Landkreis Soest                                   |
| Ostinghausen      | 8 40 622   | 01.07.1969 | A > Bad Sassendorf                                   |
| Ostkilver         | 7 35 712   | 23.08.1946 | B; Landkreis Herford                                 |
| Ostkilver         | 7 35 712   | 01.01.1969 | A > Rödinghausen                                     |
| Ostönnen          | 8 40 236   | 23.08.1946 | B; Landkreis Soest                                   |
| Ostönnen          | 8 40 236   | 01.07.1969 | A > Soest                                            |
| Osttünnen         | 9 41 423   | 23.08.1946 | B; Landkreis Unna                                    |
| Osttünnen         | 9 41 423   | 01.01.1968 | A > Rhynern                                          |
| Ostwig            | 8 37 215   | 23.08.1946 | B; Kreis, bis 1969 Landkreis Meschede                |
| Ostwig            | 8 37 215   | 01.01.1975 | A > Bestwig (grt)                                    |

#### Ot und Ov
| Gemeinde       | AGS      | Datum      | Kreiszugehörigkeit; Maßnahme                                         |
| -------------- | -------- | ---------- | -------------------------------------------------------------------- |
| Ottbergen      | 7 36 519 | 23.08.1946 | B; Landkreis, ab dem 01.10.1969 Kreis Höxter                         |
| Ottbergen      | 7 36 519 | 01.01.1970 | A > Höxter                                                           |
| Ottenhausen    | 7 36 814 | 23.08.1946 | B; Landkreis, ab dem 01.10.1969 Kreis Höxter                         |
| Ottenhausen    | 7 36 814 | 01.01.1970 | A > Steinheim                                                        |
| Ottenstein     | 5 31 612 | 23.08.1946 | B; Kreis, bis 1969 Landkreis Ahaus                                   |
| Ottenstein     | 5 31 612 | 01.01.1975 | A > Ahaus                                                            |
| Ottmarsbocholt | 5 35 811 | 23.08.1946 | B; Kreis, bis 1969 Landkreis Lüdinghausen                            |
| Ottmarsbocholt | 5 35 811 | 01.01.1975 | A > Senden                                                           |
| Ovenhausen     | 7 36 521 | 23.08.1946 | B; Landkreis, ab dem 01.10.1969 Kreis Höxter                         |
| Ovenhausen     | 7 36 521 | 01.01.1970 | A > Höxter                                                           |
| Ovenstädt      | 7 39 519 | 23.08.1946 | B; Kreis, bis 1969 Landkreis Minden                                  |
| Ovenstädt      | 7 39 519 | 01.01.1973 | A > Petershagen                                                      |
| Overath        | 3 36 118 | 23.08.1946 | B; Rheinisch-Bergischer Kreis                                        |
| Overath        | 3 78 024 | 01.01.1975 | TE < Bensberg und Hohkeppel; TA > Engelskirchen, Lindlar und Rösrath |
| Overath        | 3 78 024 | 01.04.1978 | TE < Bergisch Gladbach                                               |
| Overbeck       | 2 38 717 | 23.08.1946 | B; Kreis, bis 1969 Landkreis Rees                                    |
| Overbeck       | 2 38 717 | 01.01.1975 | A > Raesfeld und Schermbeck (grt)                                    |
| Overberge      | 9 41 319 | 23.08.1946 | B; Landkreis Unna                                                    |
| Overberge      | 9 41 319 | 01.01.1968 | A > Bergkamen                                                        |
| Overhagen      | 8 36 323 | 23.08.1946 | B; Kreis, bis 1969 Landkreis Lippstadt                               |
| Overhagen      | 8 36 323 | 01.01.1975 | A > Lippstadt                                                        |

### P
| Gemeinde                  | AGS        | Datum      | Kreiszugehörigkeit; Maßnahme |
| ------------------------- | ---------- | ---------- | --- |
| Padberg                   | 8 33 522   | 23.08.1946 | B; Kreis, bis 1969 Landkreis Brilon |
| Padberg                   | 8 33 522   | 01.01.1975 | A > Marsberg |
| Paderborn                 | 7 40 112   | 23.08.1946 | B; Kreis, bis 1969 Landkreis Paderborn |
| Paderborn                 | 7 40 112   | 01.01.1969 | E < Marienloh |
| Paderborn                 | 7 40 112   | 01.07.1969 | E < Wewer |
| Paderborn                 | 7 74 032   | 01.01.1975 | E < Benhausen, DahlII, Elsen, Sande und Schloß Neuhaus; TE < Dörenhagen, Hövelhof, Neuenbeken und Ostenland |
| Paffendorf                | 3 31 316   | 23.08.1946 | B; Kreis, bis 1969 Landkreis Bergheim (Erft) |
| Paffendorf                | 3 31 316   | 01.01.1975 | A > BergheimII |
| Palmersheim               | 3 33 518   | 23.08.1946 | B; Landkreis Euskirchen |
| Palmersheim               | 3 33 518   | 01.07.1969 | A > Euskirchen |
| Papenhausen               | 7 37 168   | 21.01.1947 | ÄL < Lippe; Landkreis Lemgo |
| Papenhausen               | 7 37 168   | 01.01.1969 | A > Bad Salzuflen |
| Papenhöfen                | 7 36 923   | 23.08.1946 | B; Landkreis, ab dem 01.10.1969 Kreis Höxter |
| Papenhöfen                | 7 36 923   | 01.01.1970 | A > Marienmünster |
| Päpinghausen              | 7 39 726   | 23.08.1946 | B; Kreis, bis 1969 Landkreis Minden |
| Päpinghausen              | 7 39 726   | 01.01.1973 | A > Minden |
| Paradiese                 | 8 40 237   | 23.08.1946 | B; Landkreis Soest |
| Paradiese                 | 8 40 237   | 01.07.1969 | A > Soest |
| Parsit                    | 8 40 322   | 23.08.1946 | B; Landkreis Soest |
| Parsit                    | 8 40 322   | 01.07.1969 | A > Ense |
| PatternI bei Aldenhoven   | 4 34 414   | 23.08.1946 | B; Kreis, bis 1969 Landkreis Jülich |
| PatternI bei Aldenhoven   | 4 34 414   | 01.01.1972 | A > Aldenhoven |
| PatternII bei Mersch      | 4 34 714   | 23.08.1946 | B; Kreis, bis 1969 Landkreis Jülich |
| PatternII bei Mersch      | 4 34 714   | 01.01.1972 | A > Jülich |
| Pech                      | 3 32 717   | 23.08.1946 | B; Landkreis Bonn |
| Pech                      | 3 32 717   | 01.08.1969 | A > Wachtberg |
| Peckeloh                  | 7 34 415   | 23.08.1946 | B; Kreis, bis 1969 Landkreis Halle (Westfalen) |
| Peckeloh                  | 7 34 415   | 01.04.1960 | GA < > Versmold |
| Peckeloh                  | 7 34 415   | 01.01.1973 | A > Versmold |
| Peckelsheim               | 7 41 419   | 23.08.1946 | B; Kreis, bis 1969 Landkreis Warburg |
| Peckelsheim               | 7 41 419   | 01.01.1975 | A > Willebadessen |
| Pelkum                    | 9 41 321   | 23.08.1946 | B; Landkreis, ab 1969 Kreis Unna |
| Pelkum                    | 9 41 117   | 01.01.1968 | E < Lerche, Sandbochum und Weetfeld; TE < HammI, Herringen und Wiescherhöfen |
| Pelkum                    | 9 41 117   | 01.07.1971 | GA < > Bergkamen |
| Pelkum                    | 9 41 117   | 01.01.1975 | A > HammI |
| PeschI                    | 1 34 812   | 23.08.1946 | B; Kreis, bis 1969 Landkreis Grevenbroich |
| PeschI                    | 1 34 812   | 01.01.1975 | A > Korschenbroich |
| PeschII                   | 4 36 761   | 23.08.1946 | B; Landkreis Schleiden |
| PeschII                   | 4 36 761   | 01.07.1969 | A > Nettersheim |
| Petershagen               | 7 39 521   | 23.08.1946 | B; Kreis, bis 1969 Landkreis Minden |
| Petershagen               | 7 39 117   | 01.01.1973 | E < Bierde, BuchholzII Döhren, Eldagsen, Friedewalde, Frille, Gorspen-Vahlsen, Großenheerse, Hävern, Heimsen, Ilse, Ilserheide, Ilvese, Jössen, Lahde, Maaslingen, Meßlingen, Neuenknick, Ovenstädt, Quetzen, Raderhorst, Rosenhagen, Schlüsselburg, Seelenfeld, Südfelde, Wasserstraße, Wietersheim und Windheim; ÄK > Kreis Minden-Lübbecke |
| Petershagen               | 7 70 028   | 01.01.1975 | ÄNr |
| Pfalzdorf                 | I1 36 114I | 23.08.1946 | B; Landkreis Kleve |
| Pfalzdorf                 | I1 36 114I | 01.07.1969 | A > Goch |
| Pier                      | 4 32 615   | 23.08.1946 | B; Kreis, bis 1969 Landkreis Düren |
| Pier                      | 4 32 615   | 01.01.1972 | A > Inden (grt) und Niederzier |
| Pingsheim                 | 3 33 614   | 23.08.1946 | B; Landkreis Euskirchen |
| Pingsheim                 | 3 33 614   | 01.07.1969 | A > Erftstadt |
| PivitsheideI Vogtei Horn  | 7 33 173   | 21.01.1947 | ÄL < Lippe; Landkreis, ab dem 01.10.1969 Kreis Detmold |
| PivitsheideI Vogtei Horn  | 7 33 173   | 01.01.1970 | A > Detmold |
| PivitsheideII Vogtei Lage | 7 33 174   | 21.01.1947 | ÄL < Lippe; Landkreis, ab dem 01.10.1969 Kreis Detmold |
| PivitsheideII Vogtei Lage | 7 33 174   | 01.01.1970 | A > Augustdorf und Detmold (grt) |
| Plettenberg               | 8 31 112   | 23.08.1946 | B; Landkreis Altena |
| Plettenberg               | 8 31 112   | 01.01.1969 | TA > Herscheid; ÄK > Kreis, bis zum 30.09.1969 Landkreis Lüdenscheid |
| Plettenberg               | 9 62 052   | 01.01.1975 | ÄK > Märkischer Kreis |
| Plittershagen             | 8 39 534   | 23.08.1946 | B; Landkreis Siegen |
| Plittershagen             | 8 39 534   | 01.01.1969 | A > Freudenberg |
| Pödinghausen              | 7 35 217   | 23.08.1946 | B; Landkreis Herford |
| Pödinghausen              | 7 35 217   | 01.01.1969 | A > Enger |
| Poll                      | 4 32 859   | 23.08.1946 | B; Landkreis Düren |
| Poll                      | 4 32 859   | 01.01.1969 | A > Nörvenich |
| Polsum                    | 6 37 514   | 23.08.1946 | B; Kreis, bis 1969 Landkreis Recklinghausen |
| Polsum                    | 6 37 514   | 01.01.1975 | A > Herten und Marl (grt) |
| Pömbsen                   | 7 36 415   | 23.08.1946 | B; Landkreis, ab dem 01.10.1969 Kreis Höxter |
| Pömbsen                   | 7 36 415   | 01.01.1970 | A > Bad Driburg |
| Pont                      | 2 33 711   | 23.08.1946 | B; Landkreis Geldern |
| Pont                      | 2 33 711   | 01.07.1969 | A > Geldern |
| Porselen                  | 4 37 754   | 23.08.1946 | B; Landkreis Geilenkirchen-Heinsberg |
| Porselen                  | 4 37 754   | 1951       | NÄK > Selfkantkreis Geilenkirchen-Heinsberg |
| Porselen                  | 4 37 754   | 01.01.1969 | A > Oberbruch-Dremmen |
| Porta Westfalica          | 7 39 118   | 01.01.1973 | N < Barkhausen an der Porta (t), Costedt, Eisbergen, Hausberge an der Porta, Holtrup, Holzhausen an der Porta, Kleinenbremen, Lerbeck, Lohfeld, Möllbergen, Nammen, Neesen (t), Veltheim, Vennebeck und Wülpke; Kreis Minden-Lübbecke |
| Porta Westfalica          | 7 70 032   | 01.01.1975 | ÄNr |
| Porz am Rhein             | 3 36 113   | 23.08.1946 | B; Rheinisch-Bergischer Kreis |
| Porz am Rhein             | 3 36 113   | 01.01.1975 | A > Köln |
| Pottenhausen              | 7 33 175   | 21.01.1947 | ÄL < Lippe; Landkreis, ab dem 01.10.1969 Kreis Detmold |
| Pottenhausen              | 7 33 175   | 01.01.1970 | A > Lage |
| Praest                    | 1 38 815   | 23.08.1946 | B; Landkreis Rees |
| Praest                    | 1 38 815   | 01.07.1969 | A > Emmerich |
| Preußisch Oldendorf       | 7 38 718   | 23.08.1946 | B; Kreis, bis 1969 Landkreis Lübbecke |
| Preußisch Oldendorf       | 7 39 119   | 01.01.1973 | E < Börninghausen, Engershausen, Harlinghausen und Offelten; TE < Blasheim, Getmold, Hedem, HolzhausenIV, Lashorst und SchröttinghausenII; ÄK > Kreis Minden-Lübbecke |
| Preußisch Oldendorf       | 7 70 036   | 01.01.1975 | ÄNr |
| Preußisch Ströhen         | b7 38 813b | ?          | NÄ < Ströhen; Kreis, bis 1969 Landkreis Lübbecke |
| Preußisch Ströhen         | b7 38 813b | 01.01.1973 | A > Rahden |
| Puderbach                 | 8 42 426   | 23.08.1946 | B; Kreis, bis 1969 Landkreis Wittgenstein |
| Puderbach                 | 8 42 426   | 01.01.1975 | A > Laasphe |
| Puffendorf                | 4 37 613   | 23.08.1946 | B; Landkreis Geilenkirchen-Heinsberg |
| Puffendorf                | 4 37 613   | 1951       | NÄK > Selfkantkreis Geilenkirchen-Heinsberg |
| Puffendorf                | 4 37 613   | 01.01.1972 | A > Baesweiler |
| Pulheim                   | 3 34 212   | 23.08.1946 | B; Kreis, bis 1969 Landkreis Köln |
| Pulheim                   | 3 34 119   | 01.01.1964 | ÄNr |
| Pulheim                   | 3 62 036   | 01.01.1975 | E < Stommeln; TE < Brauweiler und Sinnersdorf; TA > Köln; ÄK > Erftkreis |
| Pulheim                   | 3 62 036   | 01.11.2003 | NÄK > Rhein-Erft-Kreis |
| Pütz                      | 3 31 813   | 23.08.1946 | B; Kreis, bis 1969 Landkreis Bergheim (Erft) |
| Pütz                      | 3 31 813   | 01.01.1975 | A > Bedburg |

### Q
| Gemeinde           | AGS      | Datum      | Kreiszugehörigkeit; Maßnahme                    |
| ------------------ | -------- | ---------- | ----------------------------------------------- |
| Quadrath-Ichendorf | 3 31 317 | 23.08.1946 | B; Kreis, bis 1969 Landkreis Bergheim (Erft)    |
| Quadrath-Ichendorf | 3 31 317 | 01.01.1975 | A > BergheimII                                  |
| Queckenberg        | 3 32 616 | 23.08.1946 | B; Landkreis Bonn                               |
| Queckenberg        | 3 32 616 | 01.08.1969 | A > Rheinbach                                   |
| Quelle             | 7 31 216 | 23.08.1946 | B; Landkreis, ab dem 01.10.1969 Kreis Bielefeld |
| Quelle             | 7 31 216 | 01.01.1970 | A > Brackwede                                   |
| Quernheim          | 7 35 514 | 23.08.1946 | B; Landkreis Herford                            |
| Quernheim          | 7 35 514 | 01.01.1969 | A > Kirchlengern                                |
| Quernheim, Stift   |          |            | → Stift Quernheim                               |
| Quetzen            | 7 39 727 | 23.08.1946 | B; Kreis, bis 1969 Landkreis Minden             |
| Quetzen            | 7 39 727 | 01.01.1973 | A > Petershagen                                 |

### R

#### Ra
| Gemeinde             | AGS      | Datum      | Kreiszugehörigkeit; Maßnahme |
| -------------------- | -------- | ---------- | --- |
| Raderhorst           | 7 39 728 | 23.08.1946 | B; Kreis, bis 1969 Landkreis Minden |
| Raderhorst           | 7 39 728 | 01.01.1973 | A > Petershagen |
| Radevormwald         | 1 39 119 | 23.08.1946 | B; Rhein-Wupper-Kreis |
| Radevormwald         | 3 74 036 | 01.01.1975 | ÄK > Oberbergischer Kreis; ÄB > Regierungsbezirk Köln |
| Radlinghausen        | 8 33 117 | 23.08.1946 | B; Kreis, bis 1969 Landkreis Brilon |
| Radlinghausen        | 8 33 117 | 01.01.1975 | A > Brilon |
| Raesfeld             | 5 33 516 | 23.08.1946 | B; Kreis, bis 1969 Landkreis Borken |
| Raesfeld             | 5 33 115 | 01.07.1969 | E < Homer |
| Raesfeld             | 5 54 040 | 01.01.1975 | E < Erle; TE < Overbeck |
| Rahden               | 7 38 814 | 23.08.1946 | B; Kreis, bis 1969 Landkreis Lübbecke |
| Rahden               | 7 38 814 | 01.01.1966 | TE < Espelkamp |
| Rahden               | 7 39 122 | 01.01.1973 | E < Kleinendorf, Preußisch Ströhen und Wehe; TE < Oppendorf, Oppenwehe, Sielhorst, Tonnenheide, Twiehausen, Varl und Vehlage; GA < > Espelkamp; ÄK > Kreis Minden-Lübbecke |
| Rahden               | 7 70 040 | 01.01.1975 | ÄNr |
| Rahrbach             | 8 38 314 | 23.08.1946 | B; Landkreis Olpe |
| Rahrbach             | 8 38 314 | 01.07.1969 | A > Kirchhundem und OlpeI |
| Ramershoven          | 3 32 617 | 23.08.1946 | B; Landkreis Bonn |
| Ramershoven          | 3 32 617 | 01.08.1969 | A > Rheinbach |
| Ramsbeck             | 8 37 216 | 23.08.1946 | B; Kreis, bis 1969 Landkreis Meschede |
| Ramsbeck             | 8 37 216 | 01.01.1975 | A > Bestwig (grt) und Olsberg |
| Ramsdorf             | 5 33 712 | 01.04.1959 | N < Kirchspiel Ramsdorf und Stadt Ramsdorf; Kreis, bis 1969 Landkreis Borken                                                                                               |
| Ramsdorf             | 5 33 712 | 01.01.1975 | A > Velen |
| Ramsdorf, Kirchspiel |          |            | → Kirchspiel Ramsdorf |
| Ramsdorf, Stadt      |          |            | → Stadt Ramsdorf |
| Randerath            | 4 37 313 | 23.08.1946 | B; Landkreis Geilenkirchen-Heinsberg |
| Randerath            | 4 37 313 | 1951       | NÄK > Selfkantkreis Geilenkirchen-Heinsberg |
| Randerath            | 4 37 313 | 01.01.1972 | A > Geilenkirchen und HeinsbergII (grt) |
| Rarbach              | 8 37 417 | 23.08.1946 | B; Kreis, bis 1969 Landkreis Meschede |
| Rarbach              | 8 37 417 | 01.01.1975 | A > Schmallenberg |
| Rath bei Nörvenich   | 4 32 861 | 23.08.1946 | B; Landkreis Düren |
| Rath bei Nörvenich   | 4 32 861 | 01.01.1969 | A > Nörvenich |
| Ratingen             | 1 32 118 | 23.08.1946 | B; Kreis, bis 1969 Landkreis Düsseldorf-Mettmann |
| Ratingen             | 1 58 028 | 01.01.1975 | E < Eggerscheidt und Lintorf; TE < Breitscheid, Hasselbeck-Schwarzbach, Homberg-Meiersberg und Hösel; ÄK > Kreis Mettmann                                                  |
| Ratingen             | 1 58 028 | 31.12.1979 | TE < Düsseldorf |
| Ratingen             | 1 58 028 | 01.01.1981 | GA < > Mülheim an der Ruhr |
| Raumland             | 8 42 228 | 23.08.1946 | B; Kreis, bis 1969 Landkreis Wittgenstein |
| Raumland             | 8 42 228 | 01.01.1975 | A > Bad Berleburg |

#### Re
| Gemeinde           | AGS          | Datum          | Kreiszugehörigkeit; Maßnahme                                                                                      |
| ------------------ | ------------ | -------------- | --- |
| Rebbeke            | 7 32 519     | 23.08.1946     | B; Kreis, bis 1969 Landkreis Büren                                                                                |
| Rebbeke            | 7 32 519     | 01.01.1975     | A > Lippstadt |
| Recke              | 5 39 115     | 23.08.1946     | B; Kreis, bis 1969 Landkreis Tecklenburg                                                                          |
| Recke              | 5 66 072     | 01.01.1975     | TE < Ibbenbüren-Land; TA > Ibbenbüren; ÄK > Kreis Steinfurt                                                       |
| Recklinghausen     | 6 16 000     | 23.08.1946     | B; kreisfreie Stadt, bis 1953 Stadtkreis Recklinghausen                                                           |
| Recklinghausen     | 5 62 032     | 01.01.1975     | ÄK > Kreis Recklinghausen                                                                                         |
| Recklingsen        | 8 40 238     | 23.08.1946     | B; Landkreis Soest                                                                                                |
| Recklingsen        | 8 40 238     | 01.07.1969     | A > Welver |
| Reelkirchen        | 7 33 176     | 21.01.1947     | ÄL < Lippe; Landkreis, ab dem 01.10.1969 Kreis Detmold                                                            |
| Reelkirchen        | 7 33 176     | 01.01.1970     | A > Blomberg |
| Reelsen            | 7 36 416     | 23.08.1946     | B; Landkreis, ab dem 01.10.1969 Kreis Höxter                                                                      |
| Reelsen            | 7 36 416     | 01.01.1970     | A > Bad Driburg                                                                                                   |
| Rees               | 1 38 113     | 23.08.1946     | B; Landkreis Rees                                                                                                 |
| Rees               | 1 38 113     | 01.07.1969     | E < Bergswick, Bienen, Esserden, Grietherbusch, Grietherort, Reesereyland, Reeserward und Speldrop                |
| Rees               | 1 54 044     | 01.01.1975     | E < Empel, Groin, Heeren-Herken und Millingen; TE < Haffen-Mehr und Haldern; ÄK > Kreis Kleve                     |
| Reesereyland       | 1 38 513     | 23.08.1946     | B; Landkreis Rees                                                                                                 |
| Reesereyland       | 1 38 513     | 01.07.1969     | A > Rees |
| Reeserward         | 1 38 514     | 23.08.1946     | B; Landkreis Rees                                                                                                 |
| Reeserward         | 1 38 514     | 01.07.1969     | A > Rees |
| Reetz              | 4 36 221     | 23.08.1946     | B; Landkreis Schleiden                                                                                            |
| Reetz              | 4 36 221     | 01.07.1969     | A > Blankenheim                                                                                                   |
| Referinghausen     | 8 33 419     | 23.08.1946     | B; Landkreis Brilon                                                                                               |
| Referinghausen     | 8 33 419     | 01.07.1969     | A > Medebach |
| Rehme              | 7 39 614     | 23.08.1946     | B; Kreis, bis 1969 Landkreis Minden                                                                               |
| Rehme              | 7 39 614     | 01.01.1973     | A > Bad Oeynhausen                                                                                                |
| Rehmerloh          | 7 35 516     | 23.08.1946     | B; Landkreis Herford                                                                                              |
| Rehmerloh          | 7 35 516     | 01.01.1969     | A > Kirchlengern                                                                                                  |
| Reichshof          | II3 35 117II | 01.07.1969     | N < Denklingen (t), Eckenhagen, Lieberhausen (t), Nümbrecht (t), Waldbröl (t) und Wiehl (t); Oberbergischer Kreis |
| Reichshof          | 3 74 040     | 01.01.1975     | ÄNr |
| Reichswalde        | 1 36 713     | 23.08.1946     | B; Landkreis Kleve                                                                                                |
| Reichswalde        | 1 36 713     | 01.07.1969     | A > Bedburg-Hau und Kleve (grt)                                                                                   |
| Reiste             | 8 37 313     | 23.08.1946     | B; Landkreis Meschede                                                                                             |
| Reiste             | 8 37 313     | ?              | NÄ > Reiste (Sauerland)                                                                                           |
| Reiste (Sauerland) | 8 37 313     | ?              | NÄ < Reiste; Kreis, bis 1969 Landkreis Meschede                                                                   |
| Reiste (Sauerland) | 8 37 313     | 01.01.1975     | A > Eslohe (Sauerland) (grt) und Stadt Meschede                                                                   |
| Reken              | II5 33 311II | 01.07.1969     | N < Groß Reken, Hülsten und Klein Reken; Kreis, bis 1969 Landkreis Borken                                         |
| Reken              | 5 54 044     | 01.01.1975     | TE < HeidenI und Lembeck                                                                                          |
| Remblinghausen     | 8 37 514     | 23.08.1946     | B; Kreis, bis 1969 Landkreis Meschede                                                                             |
| Remblinghausen     | 8 37 514     | 01.01.1975     | A > Meschede |
| Remmighausen       | 7 33 222     | 21.01.1947     | ÄL < Lippe; Landkreis, ab dem 01.10.1969 Kreis Detmold                                                            |
| Remmighausen       | 7 33 222     | 01.01.1970     | A > Detmold |
| Remscheid          | 1 20 000     | 23.08.1946     | B; kreisfreie Stadt, bis 1953 Stadtkreis Remscheid                                                                |
| Remscheid          | 1 20 000     | 01.01.1975     | TE < Hückeswagen und Wermelskirchen                                                                               |
| Repelen-Baerl      |              | 23.08.1946     | B; Landkreis Moers                                                                                                |
| Repelen-Baerl      | 1950         | NÄ > Rheinkamp | |
| Retzen             | 7 37 169     | 21.01.1947     | ÄL < Lippe; Landkreis Lemgo                                                                                       |
| Retzen             | 7 37 169     | 01.01.1969     | A > Bad Salzuflen (grt) und Lemgo                                                                                 |

#### Rh
| Gemeinde              | AGS            | Datum      | Kreiszugehörigkeit; Maßnahme |
| --------------------- | -------------- | ---------- | --- |
| Rhade                 | 6 37 415       | 23.08.1946 | B; Kreis, bis 1969 Landkreis Recklinghausen                                                                                               |
| Rhade                 | 6 37 415       | 01.01.1975 | A > Dorsten |
| Rheda                 | I7 42 113I     | 23.08.1946 | B; Landkreis, ab dem 01.10.1969 Kreis Wiedenbrück                                                                                         |
| Rheda                 | I7 42 113I     | 01.10.1956 | TE < Nordrheda-Ems |
| Rheda                 | I7 42 113I     | 01.01.1970 | A > Rheda-Wiedenbrück |
| Rheda-Wiedenbrück     | II7 42 114II   | 01.01.1970 | N < Batenhorst (t), BokelII (t), Herzebrock (t), Lintel, Nordrheda-Ems (t), Rheda, Sankt Vit und Wiedenbrück; Kreis Wiedenbrück           |
| Rheda-Wiedenbrück     | III7 33 117III | 01.01.1973 | ÄK > Kreis Gütersloh |
| Rheda-Wiedenbrück     | 7 54 028       | 01.01.1975 | ÄNr |
| Rheda-Wiedenbrück     | 7 54 028       | 01.07.1979 | TA > Gütersloh |
| Rhede                 | 5 33 614       | 23.08.1946 | B; Kreis, bis 1969 Landkreis Borken |
| Rhede                 | 5 33 614       | 01.04.1955 | E < Altrhede |
| Rhede                 | 5 33 614       | 01.10.1959 | TE < Vardingholt |
| Rhede                 | 5 33 614       | 01.01.1960 | GA < > Krechting |
| Rhede                 | 5 33 114       | 01.08.1968 | E < Büngern, Krechting, Krommert und Vardingholt                                                                                          |
| Rhede                 | 5 54 048       | 01.01.1975 | ÄNr |
| Rhedebrügge           | 5 33 517       | 23.08.1946 | B; Landkreis Borken |
| Rhedebrügge           | 5 33 517       | 01.07.1969 | A > Borken |
| Rheder                | 7 36 319       | 23.08.1946 | B; Landkreis, ab dem 01.10.1969 Kreis Höxter                                                                                              |
| Rheder                | 7 36 319       | 01.01.1970 | A > Brakel |
| Rheidt                | 3 37 614       | 23.08.1946 | B; Siegkreis |
| Rheidt                | 3 37 614       | 01.08.1969 | A > Niederkassel |
| Rheinbach             | 3 32 113       | 23.08.1946 | B; Landkreis Bonn |
| Rheinbach             | II3 37 124II   | 01.08.1969 | E < Flerzheim, Hilberath, NeukirchenI, Niederdrees, Oberdrees, Queckenberg, Ramershoven, Todenfeld und Wormersdorf; ÄK > Rhein-Sieg-Kreis |
| Rheinbach             | 3 82 048       | 01.01.1975 | ÄNr |
| Rheinberg             | 2 37 115       | 23.08.1946 | B; Kreis, bis 1969 Landkreis Moers |
| Rheinberg             | 2 37 115       | 01.01.1972 | E < Orsoy-Land |
| Rheinberg             | 1 70 032       | 01.01.1975 | E < Borth; TE < BudbergI, Orsoy und Rheinkamp; GA < > Alpen; ÄK > Kreis Wesel                                                             |
| Rheine                | 5 38 114       | 23.08.1946 | B; Kreis, bis 1969 Landkreis Steinfurt |
| Rheine                | 5 66 076       | 01.01.1975 | TE < Elte, Emsdetten, Mesum, Rheine links der Ems und Rheine rechts der Ems                                                               |
| Rheine links der Ems  | 5 38 513       | 23.08.1946 | B; Kreis, bis 1969 Landkreis Steinfurt |
| Rheine links der Ems  | 5 38 513       | 01.01.1975 | A > Emsdetten, NeuenkirchenI und Rheine (grt)                                                                                             |
| Rheine rechts der Ems | 5 38 514       | 23.08.1946 | B; Kreis, bis 1969 Landkreis Steinfurt |
| Rheine rechts der Ems | 5 38 514       | 01.01.1975 | A > Hörstel und Rheine (grt) |
| Rheinhausen           | 2 37 116       | 23.08.1946 | B; Kreis, bis 1969 Landkreis Moers |
| Rheinhausen           | 2 37 116       | 01.01.1975 | A > Duisburg |
| Rheinkamp             | 2 37 126       | 23.08.1946 | B; Kreis, bis 1969 Landkreis Moers |
| Rheinkamp             | 2 37 126       | 1950       | NÄ < Repelen-Baerl |
| Rheinkamp             | 2 37 126       | 01.01.1975 | A > Duisburg (Baerl), Kamp-Lintfort, Moers (grt) und Rheinberg                                                                            |
| Rheurdt               | 2 37 311       | 23.08.1946 | B; Kreis, bis 1969 Landkreis Moers |
| Rheurdt               | 2 37 132       | 01.07.1969 | E < Schaephuysen |
| Rheurdt               | 1 54 048       | 01.01.1975 | ÄK > Kreis Kleve |
| Rheydt                | 1 21 000       | 23.08.1946 | B; kreisfreie Stadt, bis 1953 Stadtkreis Rheydt                                                                                           |
| Rheydt                | 1 21 000       | 01.01.1975 | A > Korschenbroich und Mönchengladbach (grt)                                                                                              |
| Rhode                 | 8 38 613       | 23.08.1946 | B; Landkreis Olpe |
| Rhode                 | 8 38 613       | 01.07.1969 | A > Drolshagen und OlpeI (grt) |
| Rhynern               | 9 41 424       | 23.08.1946 | B; Kreis, bis 1969 Landkreis Unna |
| Rhynern               | 9 41 118       | 01.01.1968 | E < Allen, Freiske, Hilbeck, Osterflierich, Osttünnen, Süddinker und Wambeln; TE < Westtünnen; TA > HammI                                 |
| Rhynern               | 9 41 118       | 01.01.1975 | A > HammI (grt) und Werl (Hilbeck) |

#### Ri
| Gemeinde   | AGS            | Datum      | Kreiszugehörigkeit; Maßnahme |
| ---------- | -------------- | ---------- | --- |
| Richstein  | 8 42 229       | 23.08.1946 | B; Kreis, bis 1969 Landkreis Wittgenstein                                                                                              |
| Richstein  | 8 42 229       | 01.01.1975 | A > Bad Berleburg |
| Richterich | 4 31 129       | 23.08.1946 | B; Kreis, bis 1969 Landkreis Aachen |
| Richterich | 4 31 129       | 01.01.1972 | A > Aachen (grt) und Herzogenrath |
| Riesel     | 7 36 321       | 23.08.1946 | B; Landkreis, ab dem 01.10.1969 Kreis Höxter                                                                                           |
| Riesel     | 7 36 321       | 01.01.1970 | A > Brakel |
| Riesenbeck | 5 39 514       | 23.08.1946 | B; Kreis, bis 1969 Landkreis Tecklenburg                                                                                               |
| Riesenbeck | 5 39 514       | 01.01.1975 | A > Hörstel |
| Rietberg   | 7 42 516       | 23.08.1946 | B; Kreis, bis 1969 Landkreis Wiedenbrück                                                                                               |
| Rietberg   | 7 42 516       | 01.04.1956 | GA < > Druffel |
| Rietberg   | 7 42 115       | 01.01.1970 | E < Druffel, Moese, NeuenkirchenII und Westerwiehe; TE < BokelII, LangenbergII, Mastholte, Österwiehe (auch Oesterwiehe) und Varensell |
| Rietberg   | III7 33 118III | 01.01.1973 | ÄK > Kreis Gütersloh |
| Rietberg   | 7 54 032       | 01.01.1975 | TE < Westenholz; TA > Lippstadt (aus Mastholte)                                                                                        |
| Rimbeck    | 7 41 522       | 23.08.1946 | B; Kreis, bis 1969 Landkreis Warburg                                                                                                   |
| Rimbeck    | 7 41 522       | 01.01.1975 | A > Warburg |
| Rindern    | 1 36 615       | 23.08.1946 | B; Landkreis Kleve |
| Rindern    | 1 36 615       | 01.07.1969 | A > Kleve |
| Ringenberg | 1 38 615       | 23.08.1946 | B; Kreis, bis 1969 Landkreis Rees |
| Ringenberg | 1 38 615       | 01.01.1975 | A > Hamminkeln |
| Rinkerode  | 5 36 614       | 23.08.1946 | B; Kreis, bis 1969 Landkreis Münster                                                                                                   |
| Rinkerode  | 5 36 614       | 01.01.1975 | A > Drensteinfurt (grt) und Münster |
| Rinsdorf   | 8 39 915       | 23.08.1946 | B; Landkreis Siegen |
| Rinsdorf   | 8 39 915       | 01.01.1969 | A > Wilnsdorf |
| Rinthe     | 8 42 231       | 23.08.1946 | B; Kreis, bis 1969 Landkreis Wittgenstein                                                                                              |
| Rinthe     | 8 42 231       | 01.01.1975 | A > Bad Berleburg |
| Ripsdorf   | 4 36 222       | 23.08.1946 | B; Landkreis Schleiden |
| Ripsdorf   | 4 36 222       | 01.07.1969 | A > Blankenheim |
| Rischenau  | 7 33 177       | 21.01.1947 | ÄL < Lippe; Landkreis, ab dem 01.10.1969 Kreis Detmold                                                                                 |
| Rischenau  | 7 33 177       | 01.01.1970 | A > Lügde |
| Rixbeck    | 8 36 521       | 23.08.1946 | B; Kreis, bis 1969 Landkreis Lippstadt                                                                                                 |
| Rixbeck    | 8 36 521       | 01.01.1975 | A > Lippstadt |
| Rixen      | 8 33 718       | 23.08.1946 | B; Kreis, bis 1969 Landkreis Brilon |
| Rixen      | 8 33 718       | 01.01.1975 | A > Brilon |

#### Ro
| Gemeinde       | AGS          | Datum      | Kreiszugehörigkeit; Maßnahme                                                                             |
| -------------- | ------------ | ---------- | --- |
| Robringhausen  | 8 36 217     | 23.08.1946 | B; Kreis, bis 1969 Landkreis Lippstadt                                                                   |
| Robringhausen  | 8 36 217     | 01.01.1975 | A > Anröchte                                                                                             |
| Rodenkirchen   | b3 34 116b   | 1961       | NÄ < Rondorf; Kreis, bis 1969 Landkreis Köln                                                             |
| Rodenkirchen   | b3 34 116b   | 01.01.1975 | A > Köln                                                                                                 |
| Roderath       | 4 36 962     | 23.08.1946 | B; Kreis, bis 1969 Landkreis Schleiden                                                                   |
| Roderath       | 4 36 962     | 01.07.1969 | A > Nettersheim                                                                                          |
| Rödingen       | 4 34 814     | 23.08.1946 | B; Kreis, bis 1969 Landkreis Jülich                                                                      |
| Rödingen       | 4 34 814     | 01.01.1972 | A > Titz                                                                                                 |
| Rödinghausen   | 7 35 713     | 23.08.1946 | B; Kreis, bis 1969 Landkreis Herford                                                                     |
| Rödinghausen   | 7 35 117     | 01.01.1969 | E < Bieren, Ostkilver, Schwenningdorf und Westkilver (als Ortsteil Bruchmühlen); TE < HolsenI und Muckum |
| Rödinghausen   | 7 58 028     | 01.01.1975 | ÄNr |
| Roetgen        | 4 35 511     | 23.08.1946 | B; Kreis, bis 1969 Landkreis Monschau                                                                    |
| Roetgen        | 4 35 112     | 01.07.1969 | E < RottI und Zweifall                                                                                   |
| Roetgen        | 4 31 118     | 01.01.1972 | TA > Stolberg (Rheinland) (Zweifall); ÄK > Kreis Aachen                                                  |
| Roetgen        | 3 38 116     | 01.08.1972 | ÄB > Regierungsbezirk Köln                                                                               |
| Roetgen        | 3 54 024     | 01.01.1975 | ÄNr |
| Roetgen        | 3 34 024     | 21.10.2009 | ÄK > Städteregion Aachen                                                                                 |
| Rohr           | 4 36 963     | 23.08.1946 | B; Landkreis Schleiden                                                                                   |
| Rohr           | 4 36 963     | 01.07.1969 | A > Blankenheim                                                                                          |
| Rohren         | 4 35 313     | 23.08.1946 | B; Kreis, bis 1969 Landkreis Monschau                                                                    |
| Rohren         | 4 35 313     | 01.01.1972 | A > Monschau                                                                                             |
| Roitzheim      | 3 33 519     | 23.08.1946 | B; Landkreis Euskirchen                                                                                  |
| Roitzheim      | 3 33 519     | 01.07.1969 | A > Euskirchen                                                                                           |
| Rolfzen        | 7 36 815     | 23.08.1946 | B; Landkreis, ab dem 01.10.1969 Kreis Höxter                                                             |
| Rolfzen        | 7 36 815     | 01.01.1970 | A > Steinheim                                                                                            |
| Röllingsen     | 8 40 239     | 23.08.1946 | B; Landkreis Soest                                                                                       |
| Röllingsen     | 8 40 239     | 01.07.1969 | A > Soest                                                                                                |
| Römershagen    | 8 38 711     | 23.08.1946 | B; Landkreis Olpe                                                                                        |
| Römershagen    | 8 38 711     | 01.07.1969 | A > Wenden                                                                                               |
| Rommerskirchen | 1 34 125     | 23.08.1946 | B; Kreis, bis 1969 Landkreis Grevenbroich                                                                |
| Rommerskirchen | 1 34 853     | 1968       | ÄNr |
| Rommerskirchen | 1 62 028     | 01.01.1975 | E < Frixheim-Anstel, Hoeningen, Nettesheim-Butzheim und Oekoven; ÄK > Kreis Neuss                        |
| Rommerskirchen | 1 62 028     | 01.07.2003 | NÄK > Rhein-Kreis Neuss                                                                                  |
| Rondorf        | a3 34 116a   | 23.08.1946 | B; Landkreis Köln                                                                                        |
| Rondorf        | a3 34 116a   | 1961       | NÄ > Rodenkirchen                                                                                        |
| Rönsahl        | 8 31 312     | 23.08.1946 | B; Landkreis Altena                                                                                      |
| Rönsahl        | 8 31 312     | 01.01.1969 | A > Kierspe                                                                                              |
| Rorup          | 5 34 714     | 23.08.1946 | B; Kreis, bis 1969 Landkreis Coesfeld                                                                    |
| Rorup          | 5 34 714     | 01.07.1950 | TE < Kirchspiel Dülmen                                                                                   |
| Rorup          | 5 34 714     | 01.01.1975 | A > Dülmen                                                                                               |
| Rosbach        | I3 37 122I   | 23.08.1946 | B; Siegkreis                                                                                             |
| Rosbach        | I3 37 122I   | 01.08.1969 | A > Windeck                                                                                              |
| Rösebeck       | 7 41 224     | 23.08.1946 | B; Kreis, bis 1969 Landkreis Warburg                                                                     |
| Rösebeck       | 7 41 224     | 01.01.1975 | A > Borgentreich                                                                                         |
| Rosellen       | 1 34 952     | 23.08.1946 | B; Kreis, bis 1969 Landkreis Grevenbroich                                                                |
| Rosellen       | 1 34 952     | 01.01.1975 | A > Neuss                                                                                                |
| Rösenbeck      | 8 33 719     | 23.08.1946 | B; Kreis, bis 1969 Landkreis Brilon                                                                      |
| Rösenbeck      | 8 33 719     | 01.01.1975 | A > Brilon                                                                                               |
| Rosendahl      | II5 34 613II | 01.07.1969 | N < Darfeld und Osterwick; Kreis, bis zum 30.09.1969 Landkreis Coesfeld                                  |
| Rosendahl      | 5 58 040     | 01.01.1975 | E < HoltwickII                                                                                           |
| Rosenhagen     | 7 39 729     | 23.08.1946 | B; Kreis, bis 1969 Landkreis Minden                                                                      |
| Rosenhagen     | 7 39 729     | 01.01.1973 | A > Petershagen                                                                                          |
| Rösrath        | 3 36 119     | 23.08.1946 | B; Rheinisch-Bergischer Kreis                                                                            |
| Rösrath        | 3 78 028     | 01.01.1975 | TE < Bensberg und Overath                                                                                |
| Rotenhagen     | 7 34 513     | 23.08.1946 | B; Kreis, bis 1969 Landkreis Halle (Westfalen)                                                           |
| Rotenhagen     | 7 34 513     | 31.12.1962 | TA > Werther (Westfalen)                                                                                 |
| Rotenhagen     | 7 34 513     | 01.01.1973 | A > Werther (Westfalen)                                                                                  |
| Rothe          | 7 36 221     | 23.08.1946 | B; Landkreis, ab dem 01.10.1969 Kreis Höxter                                                             |
| Rothe          | 7 36 221     | 01.01.1970 | A > Beverungen                                                                                           |
| Rothenuffeln   | 7 39 217     | 23.08.1946 | B; Kreis, bis 1969 Landkreis Minden                                                                      |
| Rothenuffeln   | 7 39 217     | 01.01.1973 | A > Bad Oeynhausen und Hille (grt)                                                                       |
| Rotingdorf     | 7 34 514     | 23.08.1946 | B; Kreis, bis 1969 Landkreis Halle (Westfalen)                                                           |
| Rotingdorf     | 7 34 514     | 01.01.1966 | TA > Theenhausen                                                                                         |
| Rotingdorf     | 7 34 514     | 01.01.1973 | A > Werther (Westfalen)                                                                                  |
| RottI          | 4 35 512     | 23.08.1946 | B; Landkreis Düren                                                                                       |
| RottI          | 4 35 512     | 01.07.1969 | A > Roetgen                                                                                              |
| RottII         | 7 37 171     | 21.01.1947 | ÄL < Lippe; Landkreis Lemgo                                                                              |
| RottII         | 7 37 171     | 01.01.1969 | A > Extertal                                                                                             |
| Röttgen        | 3 32 321     | 23.08.1946 | B; Landkreis Bonn                                                                                        |
| Röttgen        | 3 32 321     | 01.08.1969 | A > Bonn                                                                                                 |
| Rottum         | 9 41 322     | 23.08.1946 | B; Landkreis Unna                                                                                        |
| Rottum         | 9 41 322     | 01.01.1968 | A > Kamen                                                                                                |
| Rövenich       | 3 33 954     | 23.08.1946 | B; Landkreis Euskirchen                                                                                  |
| Rövenich       | 3 33 954     | 01.07.1969 | A > Zülpich                                                                                              |
| Roxel          | 5 36 314     | 23.08.1946 | B; Landkreis, ab 1969 Kreis Münster                                                                      |
| Roxel          | 5 36 314     | 01.01.1975 | A > Havixbeck und Münster (grt)                                                                          |

#### Ru
| Gemeinde            | AGS          | Datum      | Kreiszugehörigkeit; Maßnahme |
| ------------------- | ------------ | ---------- | --- |
| Ruckersfeld         | 8 39 621     | 23.08.1946 | B; Landkreis Siegen |
| Ruckersfeld         | 8 39 621     | 01.01.1969 | A > Hilchenbach |
| Rückershausen       | 8 42 427     | 23.08.1946 | B; Kreis, bis 1969 Landkreis Wittgenstein |
| Rückershausen       | 8 42 427     | 01.01.1975 | A > Laasphe |
| Rudersdorf          | 8 39 739     | 23.08.1946 | B; Landkreis Siegen |
| Rudersdorf          | 8 39 739     | 01.01.1969 | A > Wilnsdorf |
| Ruensiek            | 7 33 178     | 21.01.1947 | ÄL < Lippe; Landkreis, ab dem 01.10.1969 Kreis Detmold |
| Ruensiek            | 7 33 178     | 01.01.1970 | A > Schieder-Schwalenberg |
| Ruhne               | 8 40 323     | 23.08.1946 | B; Landkreis Soest |
| Ruhne               | 8 40 323     | 01.07.1969 | A > Ense |
| Rumbeck             | 8 32 321     | 23.08.1946 | B; Kreis, bis 1969 Landkreis Arnsberg |
| Rumbeck             | 8 32 321     | 01.01.1975 | A > Arnsberg (grt) und Stadt Meschede |
| Rumeln-Kaldenhausen | 2 37 127     | 23.08.1946 | B; Kreis, bis 1969 Landkreis Moers |
| Rumeln-Kaldenhausen | 2 37 127     | 01.01.1975 | A > Duisburg (grt) und Krefeld |
| Ründeroth           | 3 36 123     | 23.08.1946 | B; Rheinisch-Bergischer Kreis |
| Ründeroth           | II3 35 118II | 01.07.1969 | TE < Bielstein und Gummersbach |
| Ründeroth           | II3 35 118II | 01.01.1975 | A > Engelskirchen |
| Rünthe              | 9 41 323     | 23.08.1946 | B; Landkreis Unna |
| Rünthe              | 9 41 323     | 01.01.1966 | A > Bergkamen |
| Ruploh              | 8 40 525     | 23.08.1946 | B; Landkreis Soest |
| Ruploh              | 8 40 525     | 01.07.1969 | A > Soest |
| Rupperath           | 3 33 757     | 23.08.1946 | B; Landkreis Euskirchen |
| Rupperath           | 3 33 757     | 01.07.1969 | A > Bad Münstereifel |
| Rüppershausen       | 8 42 428     | 23.08.1946 | B; Kreis, bis 1969 Landkreis Wittgenstein |
| Rüppershausen       | 8 42 428     | 01.01.1975 | A > Laasphe |
| Ruppichteroth       | 3 37 911     | 23.08.1946 | B; Siegkreis |
| Ruppichteroth       | II3 37 125II | 01.08.1969 | E < Winterscheid; ÄK > Rhein-Sieg-Kreis |
| Ruppichteroth       | 3 82 052     | 01.01.1975 | ÄNr |
| Rurberg             | 4 35 412     | 23.08.1946 | B; Kreis, bis 1969 Landkreis Monschau |
| Rurberg             | 4 35 412     | 01.01.1972 | A > Nideggen und Simmerath (grt) |
| Rurdorf             | 4 34 619     | 23.08.1946 | B; Landkreis Jülich |
| Rurdorf             | 4 34 619     | 01.07.1969 | A > Linnich |
| Rurich              | 4 33 215     | 23.08.1946 | B; Kreis, bis 1969 Landkreis Erkelenz |
| Rurich              | 4 33 215     | 01.01.1972 | A > Hückelhoven (grt) |
| Rüthen              | 8 36 425     | 23.08.1946 | B; Kreis, bis 1969 Landkreis Lippstadt |
| Rüthen              | 9 74 036     | 01.01.1975 | E < Altenrüthen, Hemmern, Hoinkhausen, Kallenhardt, Kellinghausen, Kneblinghausen, Langenstraße-Heddinghausen, Meiste, Menzel, Nettelstädt, Oestereiden, Weickede und Westereiden; TE < Drewer, Effeln und Suttrop; ÄK > Kreis Soest |